# Place fortifiée de Verdun

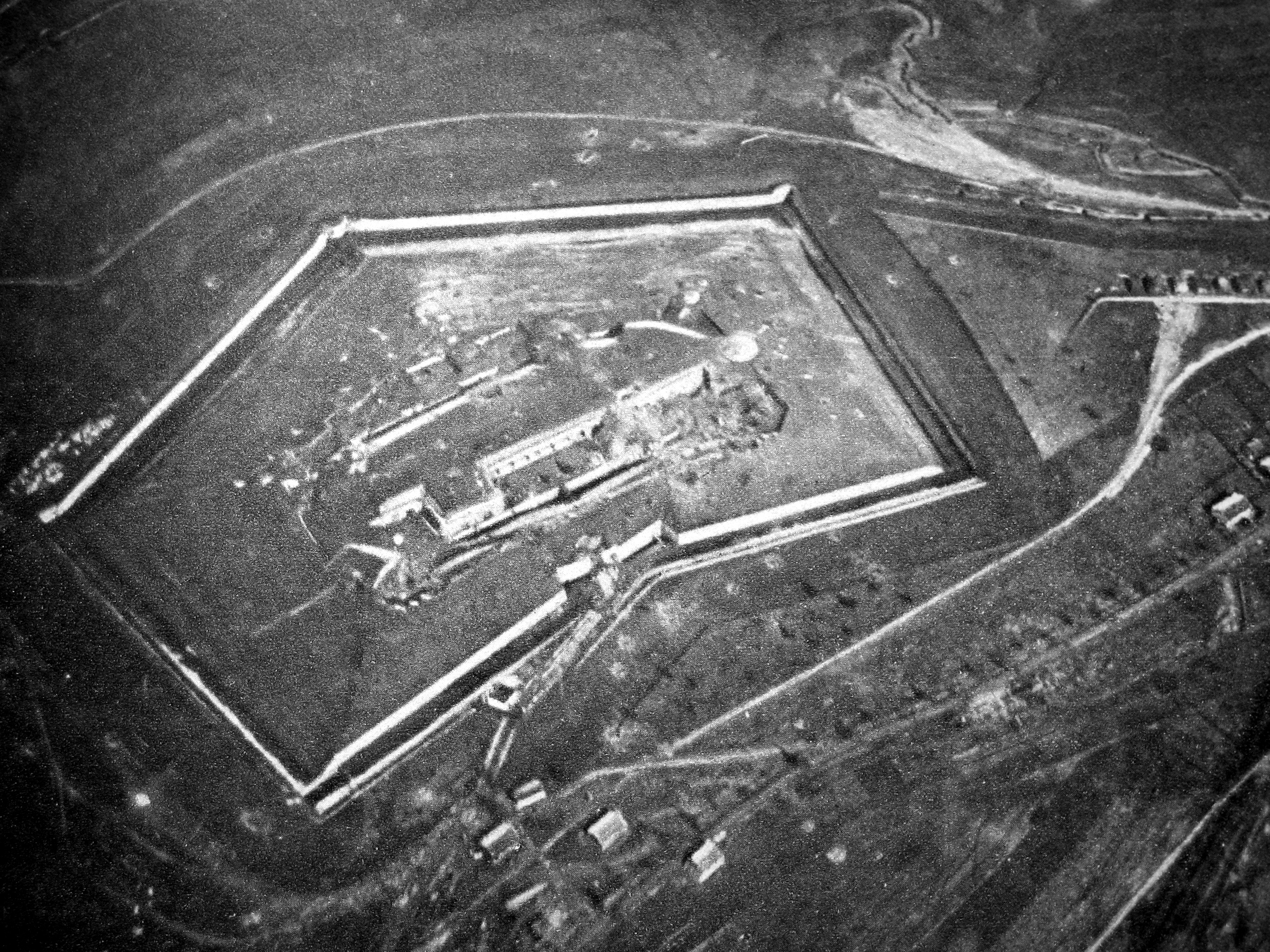
Le fort de Douaumont, le fort le plus connu de la place de Verdun, avant que les bombardements massifs de 1916 ne bouleversent les dessus.

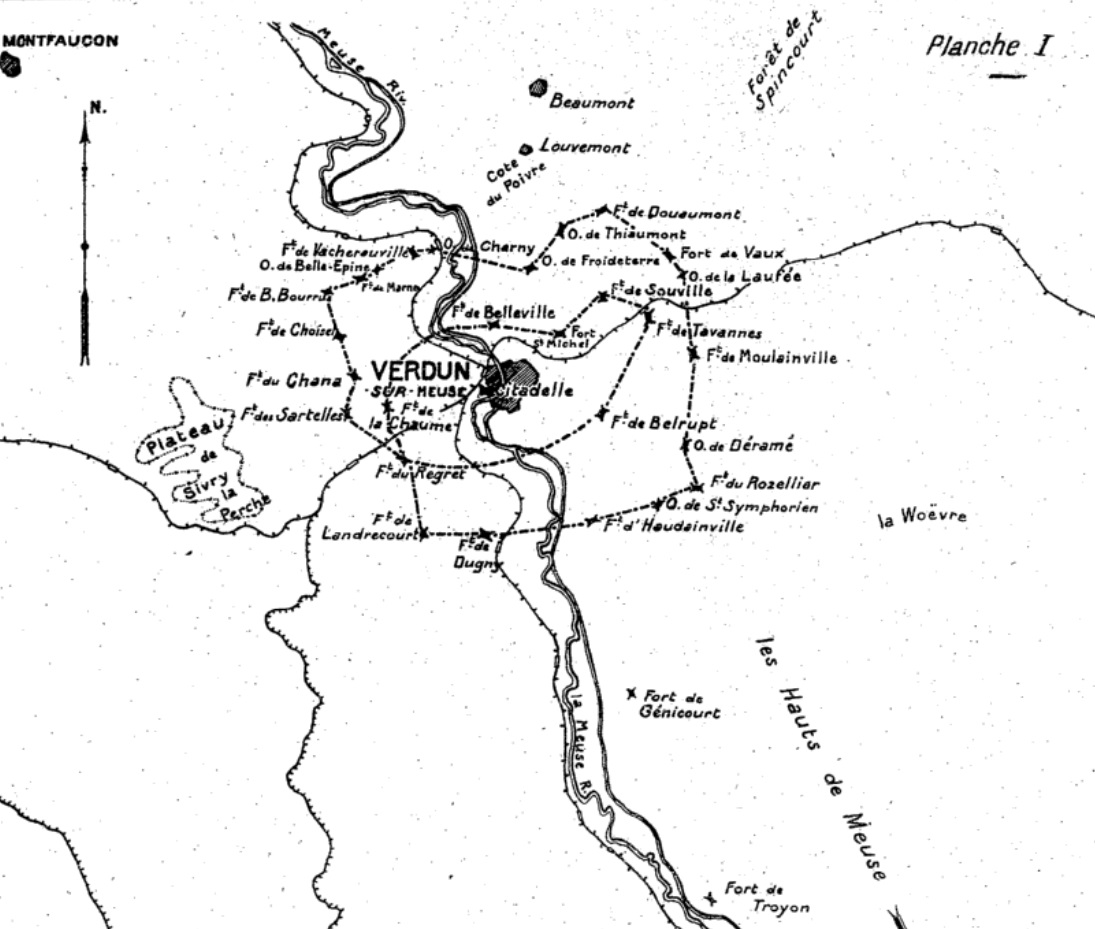
Plan de la double ceinture de forts autour de Verdun.

La place fortifiée de Verdun est une place forte centrée sur la ville de Verdun, dans l'Est de la France (département de la Meuse). Appelée camp retranché de Verdun à partir de la fin du XIXe siècle, elle prend en août 1915 le nom de région fortifiée de Verdun, en englobant les forts du rideau des Hauts de Meuse.
Les premières fortifications sont médiévales, renforcées et complétée par des bastions et une citadelle au XVIIe siècle. À partir de 1874 et jusqu'en 1914, cette place est modernisée en y construisant deux puissantes ceintures de forts, d'ouvrages, de batteries et d'abris entourant l'enceinte urbaine bastionnée et la citadelle : elle devient ainsi une des principales places du système défensif Séré de Rivières, un ensemble de fortifications censé protéger le territoire français d'une invasion.
Utilisées pendant la Première Guerre mondiale, notamment pendant la bataille de Verdun en 1916, ces fortifications ont été déclassées après les combats. Les forts de Douaumont et de Vaux sont désormais des attractions touristiques pour certains, des lieux de souvenir et de commémorations pour d'autres.

## Situation

### Réseaux de transport
La raison d'être des fortifications de Verdun est d'assurer le contrôle des axes de transport, dans le but d'arrêter ou de freiner une invasion du territoire français. L'axe routier principal est la route assurant la liaison entre Metz et Paris (l'ancienne nationale 3), qui traverse la Champagne par Épernay puis Châlons, franchit l'Argonne entre Sainte-Menehould et Clermont, passe à Verdun avant de rejoindre Metz puis Forbach et Sarrebruck. À Verdun, cette route est-ouest croise des axes nord-sud, tel que la route de Stenay à Saint-Mihiel via Verdun (ancienne nationale 64), la route de Verdun à Saint-Dizier via Bar-le-Duc (l'ancienne nationale 35, surnommée la « Voie sacrée ») et la route de Verdun à Longwy par Étain (ancienne nationale 18).
À partir de 1870, la route est-ouest est doublée par une ligne ferroviaire reliant Reims à Metz, traversant elle aussi l'Argonne entre Sainte-Menehould et Clermont-en-Argonne et franchissant la crête des côtes de Meuse par le tunnel de Tavannes. S'y rajoutent la ligne de Lérouville à Pont-Maugis, qui fait la liaison nord-sud le long de la vallée de la Meuse entre la ligne Paris-Nancy (près de Commercy) et la ligne Valenciennes-Thionville (près de Sedan). S'y rajoutent enfin les voies fluviales, avec la Meuse et surtout le canal de l'Est (creusé entre 1875 et 1887) qui lui est parallèle.

### Autres fortifications
| \| Brest Cherbourg Paris Lille Maubeuge Verdun Toul Épinal Belfort Besançon Langres Dijon Lyon Albertville Grenoble Briançon Nice Toulon \| Les principales places fortifiées françaises entre 1874 et 1918 (système Séré de Rivières). |
| Brest Cherbourg Paris Lille Maubeuge Verdun Toul Épinal Belfort Besançon Langres Dijon Lyon Albertville Grenoble Briançon Nice Toulon                                                                                                   |

Cette situation de carrefour a entrainé d'importants travaux de fortifications, dès la période moderne, notamment à la suite de l'arrivée des Français en 1552 (Verdun faisait alors partie du Saint-Empire romain germanique en tant que principauté ecclésiastique autonome) : le roi de France fait occuper les Trois-Évêchés lorrains (Metz, Toul et Verdun) et les fait fortifier. Entre 1567 et 1634, d'une part une nouvelle enceinte urbaine est aménagée à la place de la précédente du XIIIe siècle, avec glacis, fossés et bastions ; d'autre part l'abbaye Saint-Vanne, se trouvant hors les murs, est rasée pour laisser place à une citadelle à sept bastions (attribuées aux ingénieurs Conti d'Argencourt et Errard de Bar-le-Duc). À partir de 1687, des renforcements sont ordonnés par Vauban, le trafic sur la Meuse est désormais contrôlé par trois ponts-écluses (seul subsiste le pont-écluse Saint-Amand). Quelques améliorations à l'intérieur des bastions sont encore menées à partir de 1818.
Les fortifications bastionnés ne suffisent pas à empêcher la prise de Verdun lors des sièges prussiens de 1792 et de 1870. À la suite du traité de Francfort de 1871, la frontière entre la République française et l'Empire allemand est placée à seulement 44 kilomètres à l'est de la citadelle de Verdun. De plus, la place forte de Metz étant devenue allemande, Verdun est désormais la principale place frontalière sur la route de Paris. En conséquence, la ville fait partie de la première ligne de fortifications élevée à partir de 1874 et modernisée jusqu'en 1917, qui s'étend le long de la nouvelle frontière franco-allemande. Cette ligne est principalement composée des places fortes de Verdun, de Toul, d'Épinal et de Belfort.
Au nord, s'étend entre Verdun et le massif ardennais un espace peu fortifié appelée la « trouée de Stenay », avec seulement quelques forts d'arrêt pour contrôler les axes ferroviaires : d'Hirson, de Charlemont et des Ayvelles, auxquels se rajoutent les vieilles citadelles de Montmédy et de Longwy. Au sud, la place de Verdun est reliée à celle de Toul par un rideau défensif (le « rideau des Hauts de Meuse »), composé d'un alignement de forts : de Génicourt, de Troyon, des Paroches, du Camp-des-Romains, de Liouville, de Gironville et de Jouy-sous-les-Côtes.

## Construction et modernisations
La construction d'une série de forts autour de la ville de Verdun commence en 1874. Une première ceinture est terminée dès 1877, puis est complété par une seconde ceinture plus vaste jusque dans les années 1880. Cette ceinture extérieure est continuellement complétée et modernisée jusqu'au début de la Première Guerre mondiale. Verdun, la plus au nord des quatre places de l'Est, est en 1914 la plus importante et la mieux équipée des places fortes françaises car elle bloque la route directe allant de Metz à Paris.

### 1874-1883
Dès que les dernières troupes d'occupation allemandes évacuent Verdun le 13 septembre 1873, les unités françaises sont envoyées occuper les hauteurs entourant la ville. Le 15 novembre 1873, le général Séré de Rivières présente un mémoire proposant la construction de treize forts détachés placés sur ces hauteurs des deux rives ; après le vote des crédits nécessaire par l'Assemblée nationale le 17 juillet 1874, les travaux de terrassement des nouvelles fortifications démarrent, en commençant par Tavannes dès décembre 1874.
Lors de l'hiver 1874-1875, la crainte d'un nouveau conflit avec l'Allemagne entraîne la construction à partir de février 1875 de cinq « redoutes de la Panique », non-prévues par le projet de Séré de Rivières, terminées en décembre 1877 : ce sont les redoutes de Belleville, Saint-Michel, de Belrupt, de Regret et de La Chaume, en arc de cercle sur les premières hauteurs autour de la ville. Ces fortifications (qualifiées plus tard de « forts »), bien que trop proches de la ville (comme le rappelle le rapport d'inspection du duc d'Aumale en 1879), forment la base de la ceinture intérieure de la place (complétée peu après par les forts de Souville et de Tavannes).
Les travaux reprennent à partir de l'été 1875 selon le projet initial, permettant l'aménagement de forts en maçonnerie dont l'artillerie est à l'air libre, tandis que le personnel et les munitions sont abrités dans des traverses-abris et casemates voûtées recouvertes de terre. En 1877, les forts de Tavannes, de Dugny, de Souville et de Marre sont terminés, complétés en 1879 par les forts d'Haudainville et du Rozelier. Le début des années 1880 voie la mise en chantier d'une série d'ouvrages d'infanterie (qualifiés à l'origine de « postes », puis de forts), ceux des Sartelles, de Chana, de Choisel et de Belle-Épine, ainsi que de nouveaux forts, ceux de Vaux, de Bois-Bourrus, de Landrecourt, de Moulainville et de Douaumont. Le coût total des travaux jusqu'en 1885 s'élève à 28 millions de francs.

### 1885-1899

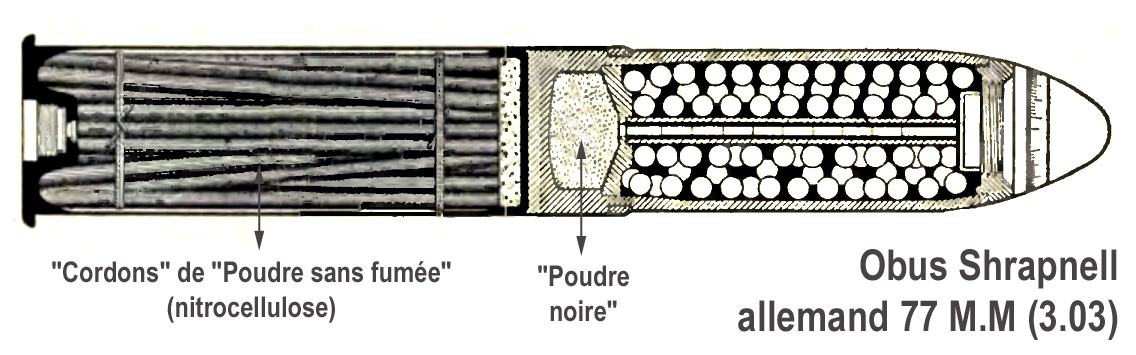
Cartouche de 77 mm allemand, la douille contenant de la nitrocellulose (explosif sous forme de corde) et l'obus des shrapnels (balles de plomb).

Au milieu des années 1880, l'invention des obus fusants (explosant au-dessus de l'objectif, le criblant d'éclats ou de shrapnels) et de nouveaux explosifs (poudre sans fumée, mélinite et cordite) multipliant la puissance perforatrice des projectiles rendent caducs les forts qui viennent à peine d'être achevés : le service de l'artillerie à l'air libre devient suicidaire lors des bombardements, tandis que les terrassements et les voûtes s'effondrent sous les coups.
Comme réponse à cette « crise de l'obus-torpille », l'instruction ministérielle du 22 juillet 1887 ordonne que la majorité des canons soient retirés des forts et placés dans 42 batteries d'intervalle (entre les forts, à l'air libre mais de façon défilée et dispersée) ; les munitions et poudres doivent être placées dans des magasins souterrains (vingt magasins de batterie, sept de secteur et un central à la citadelle) ; la défense rapprochée doit être assurée par des positions d'infanterie continues (tranchées et réseaux de fils de fer barbelés) aménagés lors de l'entrée en guerre. Pour protéger les forts (qui servent désormais d'observatoires et de position de flanquement), la caserne de onze d'entre eux est recouverte d'un mètre de sable surmonté d'une couche allant jusqu'à 2,5 mètres de béton (expérimenté à Bourges en 1887 et à Châlons en 1888), les caponnières sont remplacées par des coffres de contrescarpe. Enfin, des galeries sont aménagées sous la citadelle, tandis que quatre abris-cavernes sont creusés en profondeur près des forts (les abris de Quatre-Cheminées près de Froideterre, de Douaumont, de Souville et de Sartelles-Chana).
Comme la mission des forts passe de celui de grosses batteries d'action lointaine à celui de flanquement des intervalles, la distance entre les forts devient trop importante, d'où la construction en 1887-1888 d'« ouvrages intermédiaires » plus petits que les anciens forts, d'abord en maçonnerie recouverte de béton, d'autant que le passage du général Boulanger au ministère de la Guerre en 1886-1887 et l'affaire Schnæbelé en 1887 font craindre une nouvelle guerre avec l'Allemagne : ce sont les ouvrages de Froideterre, de Thiaumont, de La Laufée, de Déramée, de Charny et de Saint-Symphorien.
En 1890-1891, une première tourelle à éclipse est installée dans un bloc bétonné à 120 mètres à l'ouest du fort de Souville, du modèle Bussière pour deux canons de 155 mm (elle a précédemment servi à des essais de résistance à Châlons en 1887-1888, puis a été réparée) ; la mise en batterie ou l'éclipse de la tourelle se faisait grâce à une machine à vapeur. De 1895 à 1897 sont menées à Verdun des expérimentations d'emploi du béton armé.

### 1900-1914

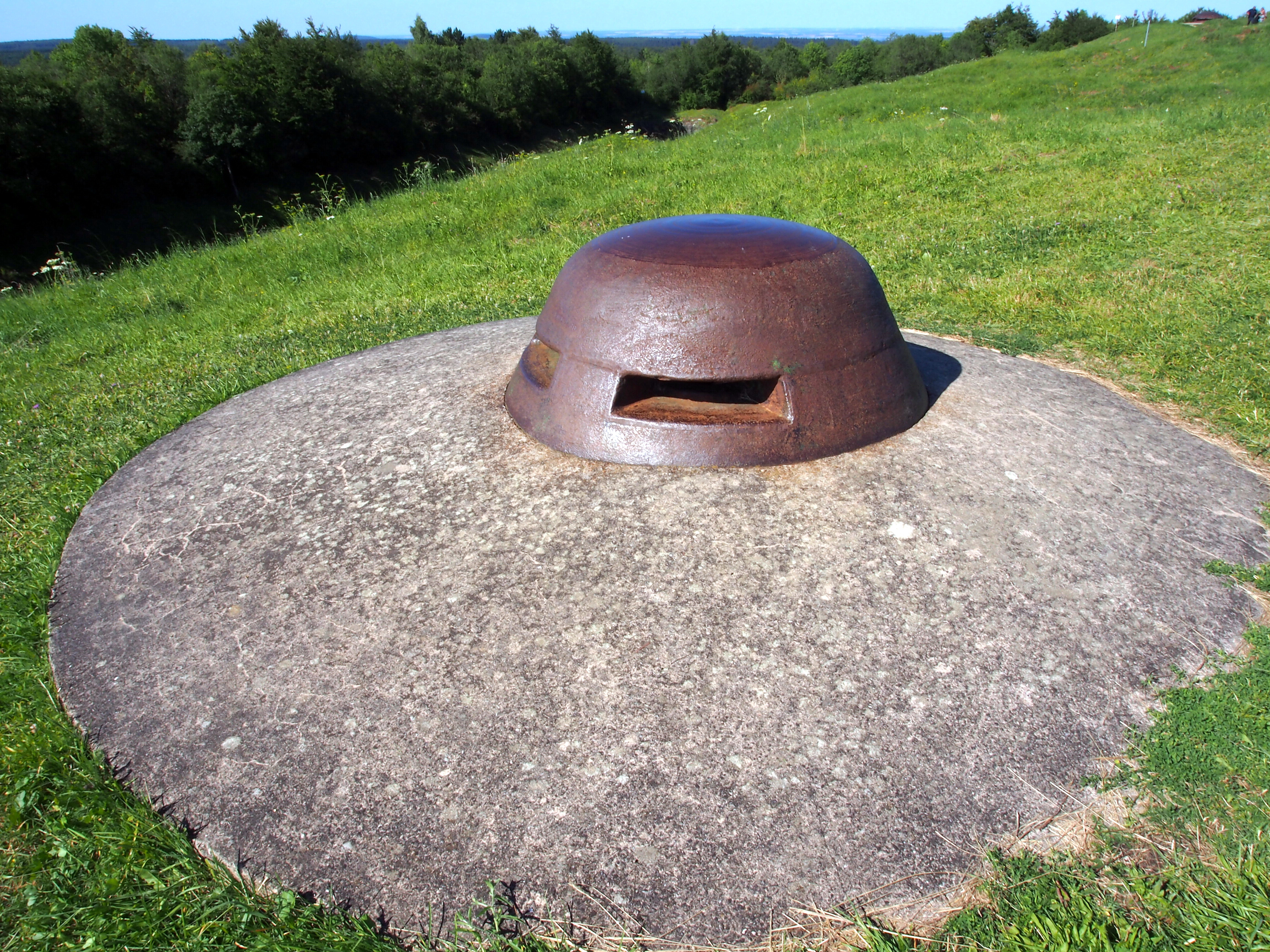
Observatoire cuirassé du fort de Douaumont.

Le 1er juin 1900 est lancé un programme de modernisation de la place forte, prévoyant la construction d'abris dans les intervalles et le renforcement des forts et ouvrages existants en y rajoutant 46 tourelles à éclipse, 23 casemates de flanquement et 47 observatoires cuirassés, le tout sous 1,2  à   1,8 mètre de béton armé. Dans les intervalles sont construits 24 abris d'infanterie (16 capables d'accueillir une compagnie, 18 pour une demi-compagnie) sous une dalle d'1,7 mètre de béton armé. Les noms de ces abris sont composés de la première lettre des forts ou ouvrages qui les entourent (par exemple le FT 3 est entre Froideterre et Thiaumont).
Les ouvrages de Froideterre, de Thiaumont et de Déramé sont les premiers à être totalement transformés en les recouvrant par du béton armé en 1902 ; la majorité des autres forts et ouvrages recevront progressivement la même protection. Les casemates de flanquement sont testées au polygone de tir de Bourges en 1899, d'où leur nom de « casemates de Bourges », et sont armées de deux canons, de 95 mm (de côte modèle 1888) au fort d'Haudainville, puis de 75 mm (modèle 1897 sur affût spécial) sur les 22 autres casemates installés à raison d'une ou deux par forts et ouvrages de la ceinture extérieure, croisant leurs feux.

Casemates de Bourges
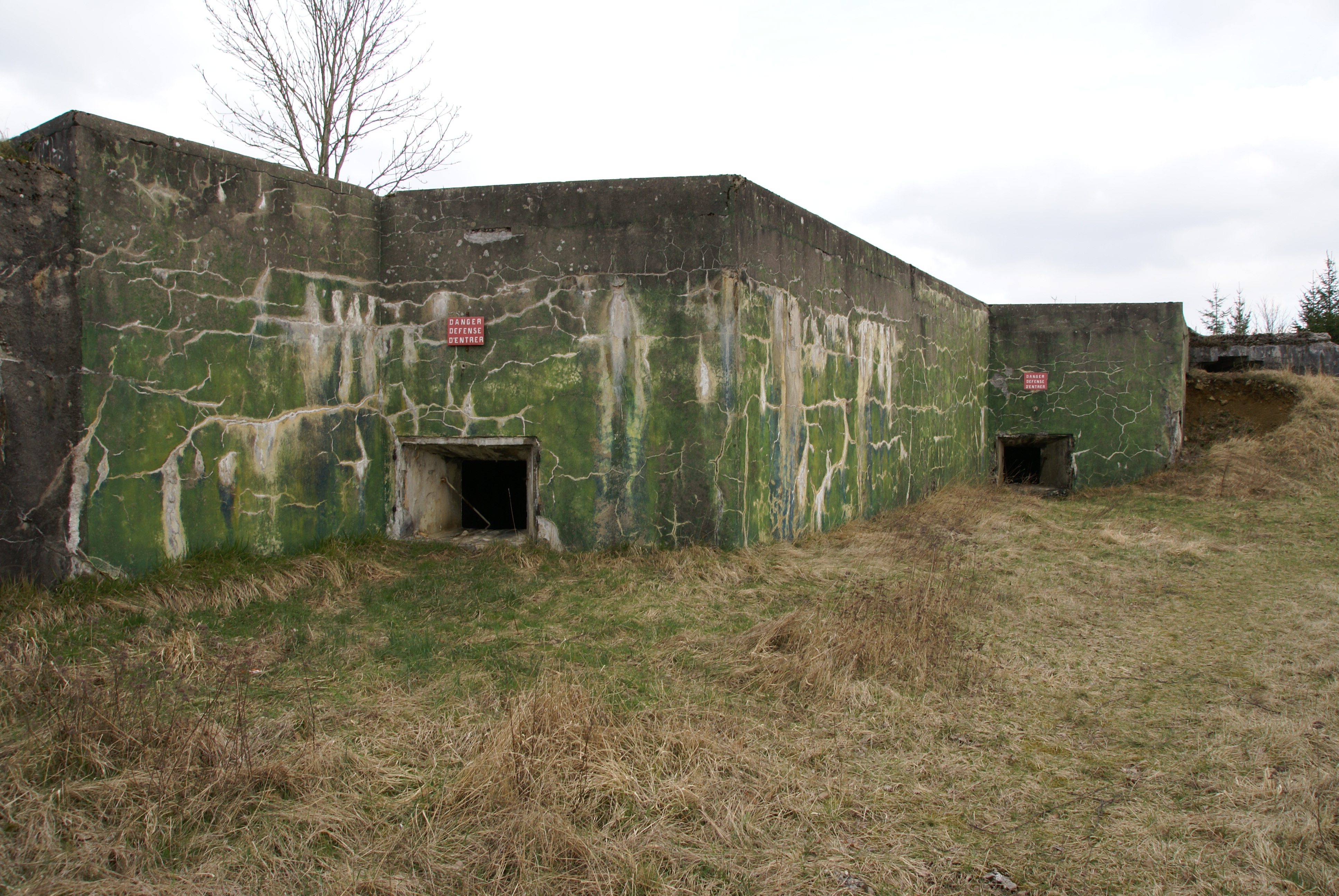
La casemate de Bourges du fort de Douaumont, tirant vers l'ouest (vers Thiaumont et Froideterre).
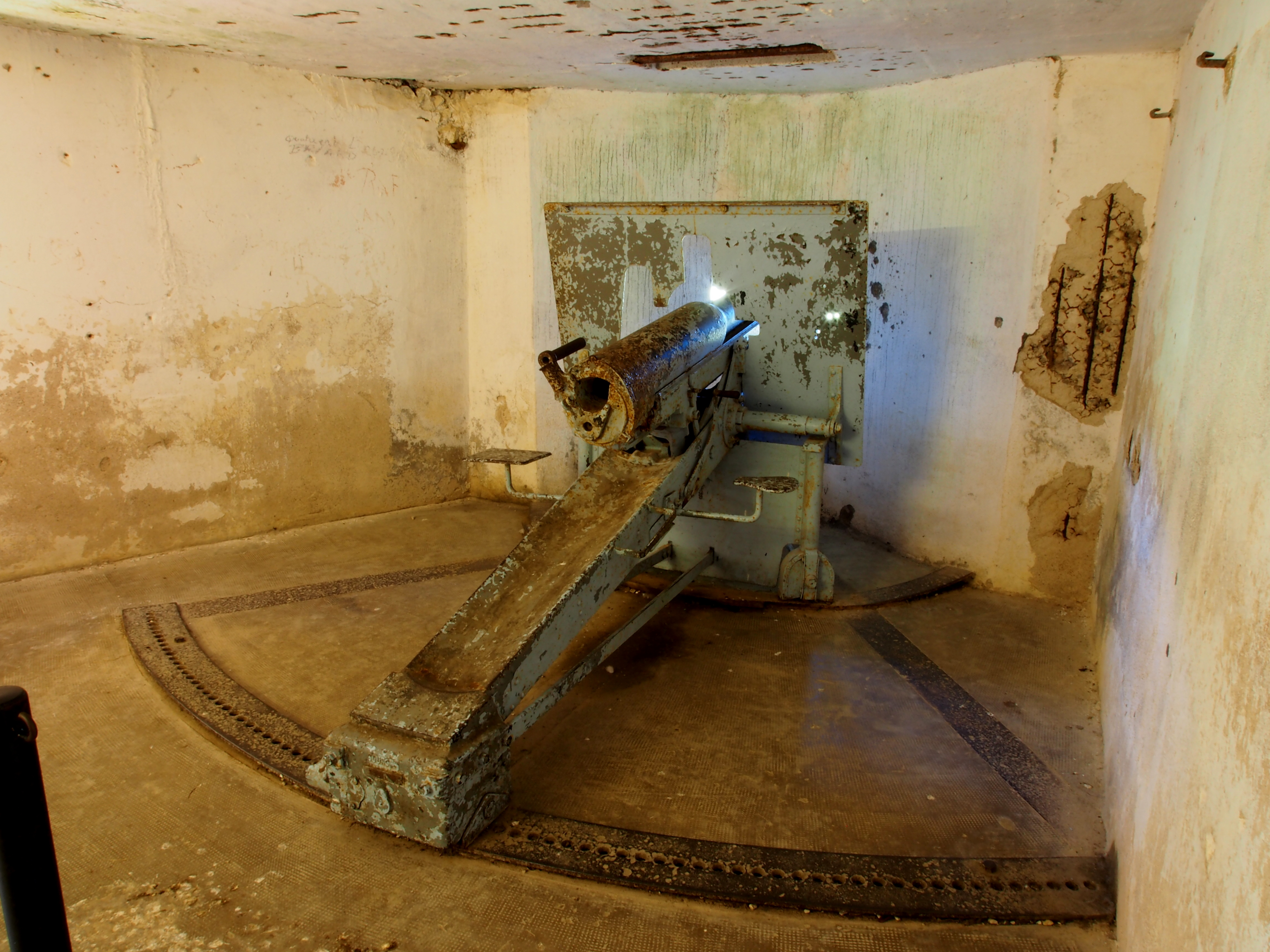
Canon de 75 mm dans une des deux casemates de Bourges du fort de Vaux.
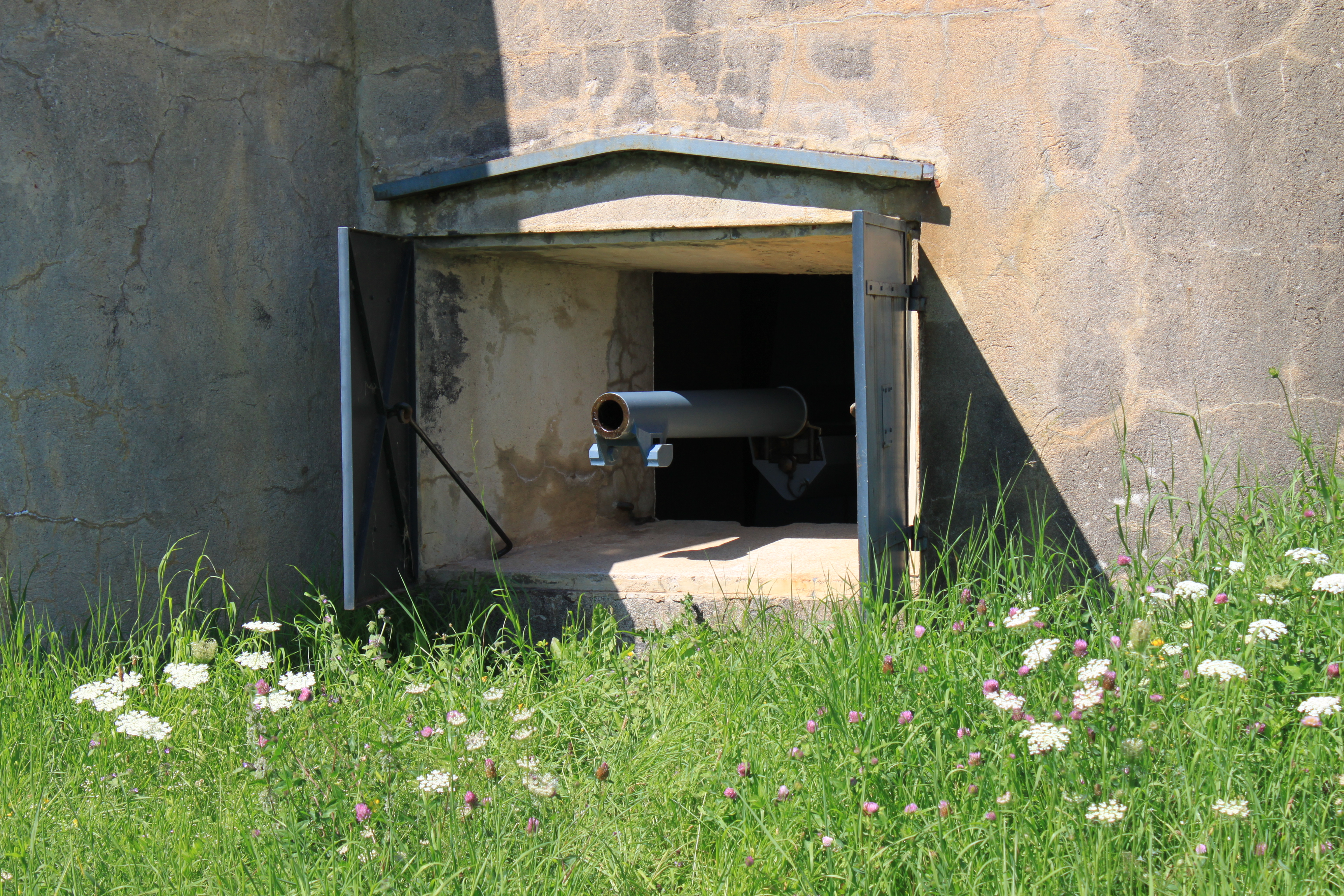
Volée d'un canon dépassant de la casemate au fort d'Uxegney (place fortifiée d'Épinal).
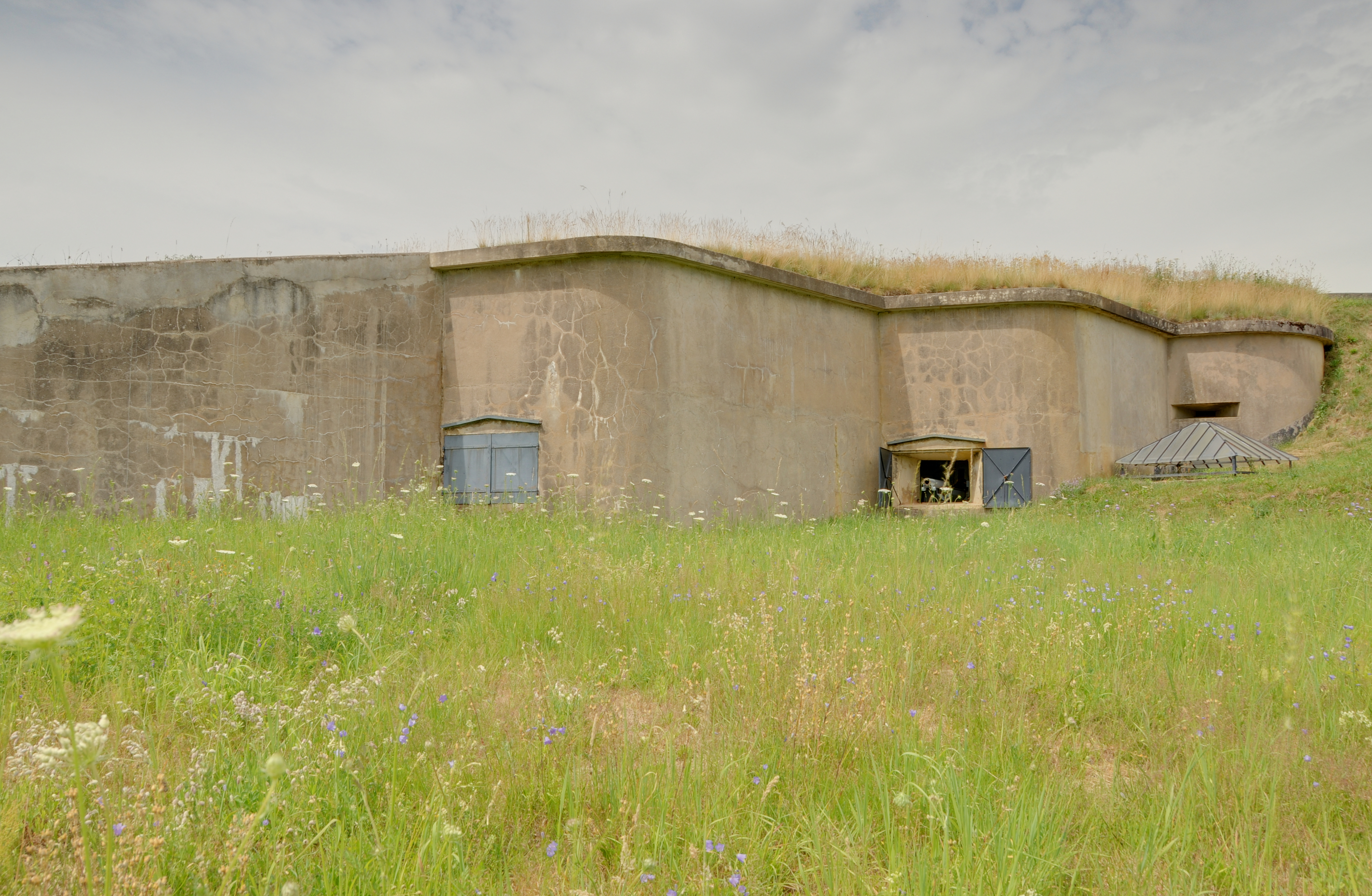
Casemate en bon état à Uxegney, avec deux créneaux d'artillerie et le créneau d'observation.

Trois nouveaux modèles de tourelles en acier sont installées sur les dessus :
- 29 pour mitrailleuses (tourelle de mitrailleuses modèle 1899), destinées à la défense rapprochée (nettoyage des dessus) ;
- 14 pour deux canons de 75 mm (tourelle de 75 mm R modèle 1905), destinées à la défense rapprochée (avec des boîtes à mitrailles) et au flanquement des intervalles (avec des obus à balles ou des obus explosifs) ;
- 6 pour un canon de 155 mm raccourci (tourelle Galopin de 155 mm R modèle 1907), destinées à la contre-batterie et à l'action lointaine[7].

Modèles de tourelles installées
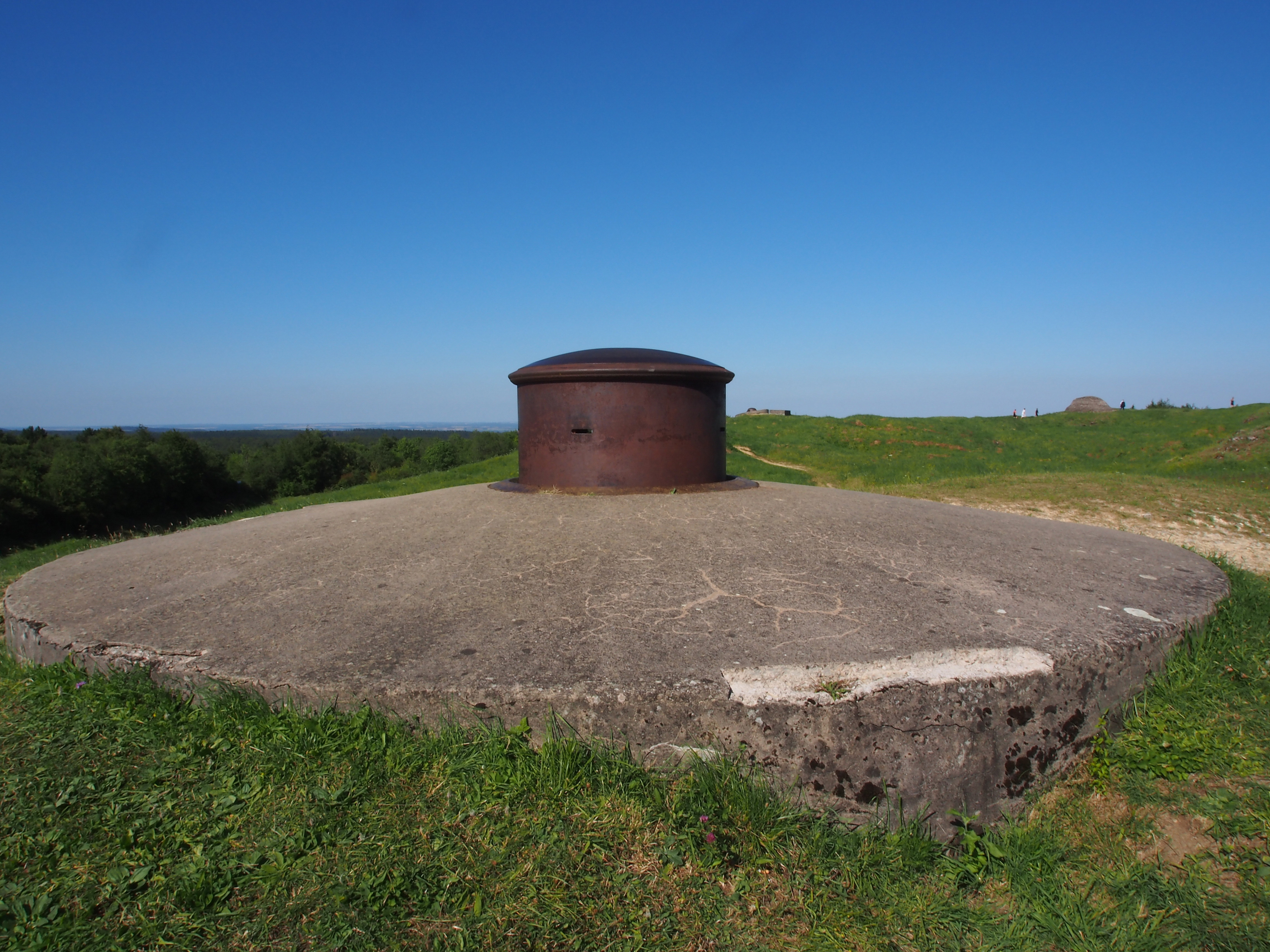
Tourelle pour mitrailleuses du fort de Douaumont.
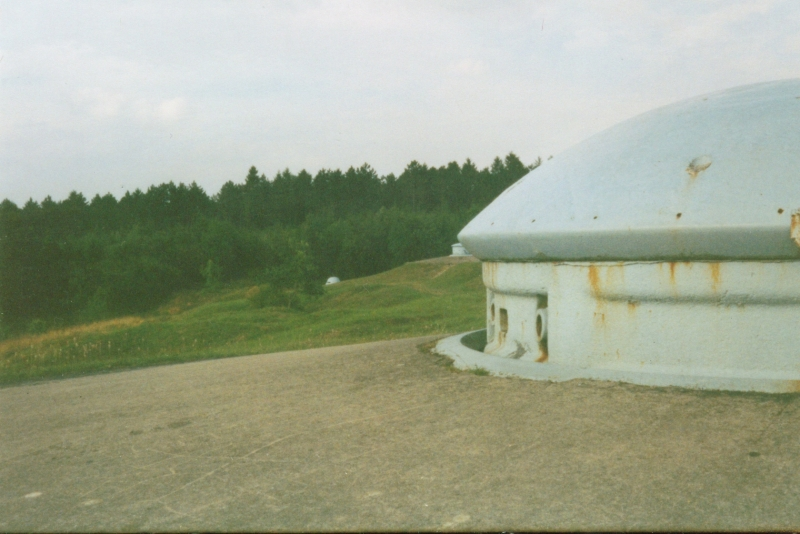
Tourelle pour deux canons de 75 mm de l'ouvrage de Froideterre.
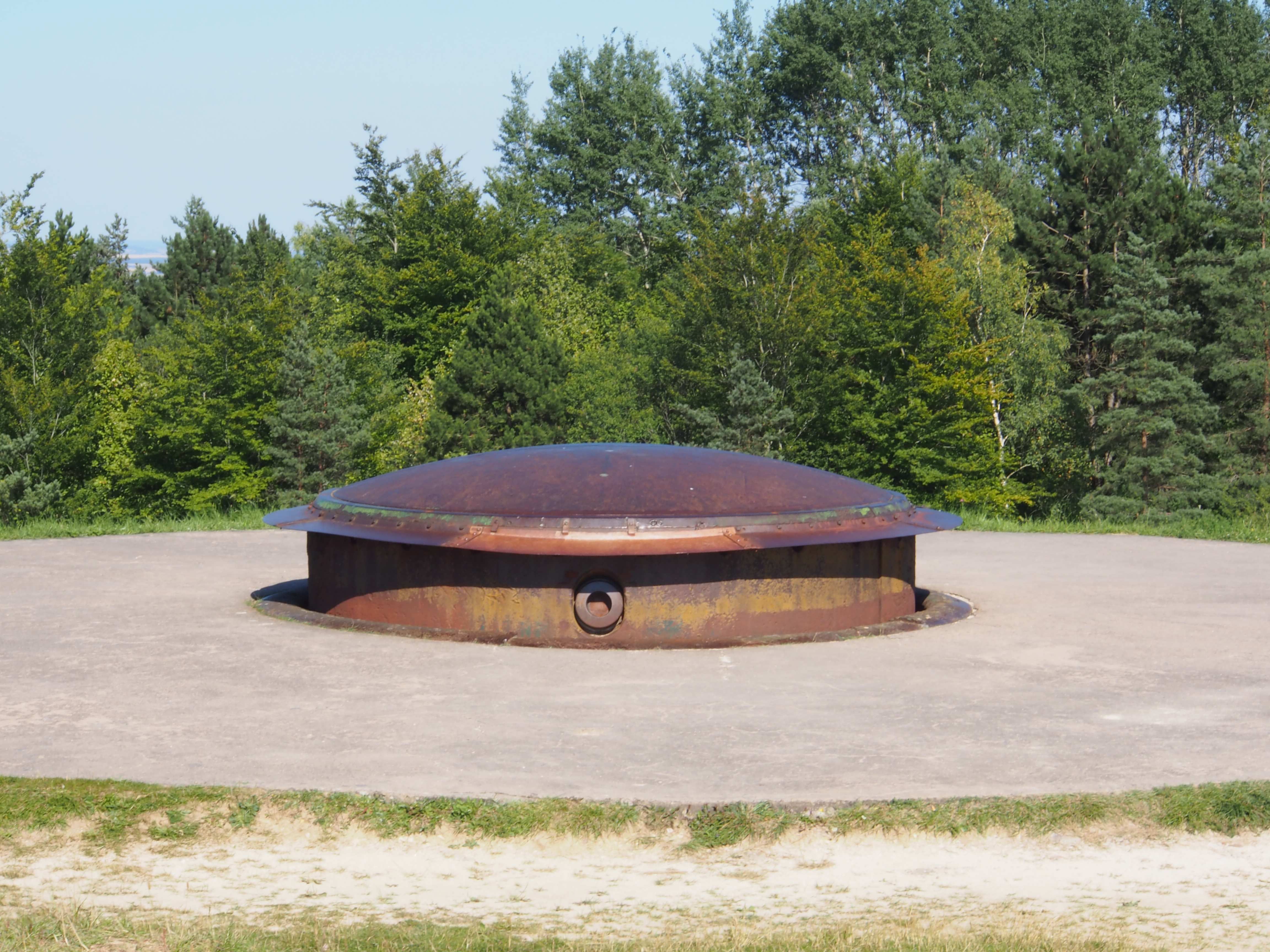
Tourelle pour un canon de 155 mm R du fort de Douaumont.
Schéma de mise en batterie d'une tourelle à éclipse.

À la suite de l'inspection en 1908 du général Henry de Lacroix (vice-président du Conseil supérieur de la guerre), un programme « complémentaire » est ordonné le 17 mai 1909, prévoyant de rajouter encore des tourelles (sept de 155 mm, treize de 75 mm et six de mitrailleuses) et d'organiser dix « centres de résistance » (comprenant un fort entouré d'ouvrages, d'abris et de batteries bétonnées), notamment trois aux angles de la ceinture des forts (autour de Douaumont au nord-est, du Rozelier au sud-est et de Bois-Bourrus au nord-ouest). Ce programme est à peine commencé à la déclaration de guerre. Deux nouvelles fortifications sont réalisées entièrement en béton armé : l'ouvrage de la Falouse (de 1906 à 1908) et le fort de Vacherauville (de 1910 à 1914, le seul fort vraiment moderne français en 1914). Deux chantiers sont abandonnés à la déclaration de guerre : d'une part l'ouvrage de Bras (entre les ouvrages de Charny et de Froideterre) à peine ébauché sur plan, d'autre part la batterie à l'est de Douaumont prévue pour deux tourelles (modèle 1908 non éclipsable pour chacune un canon de 155 mm court ; pendant la bataille la fouille de la batterie devient la « carrière 2808 »).

## Description

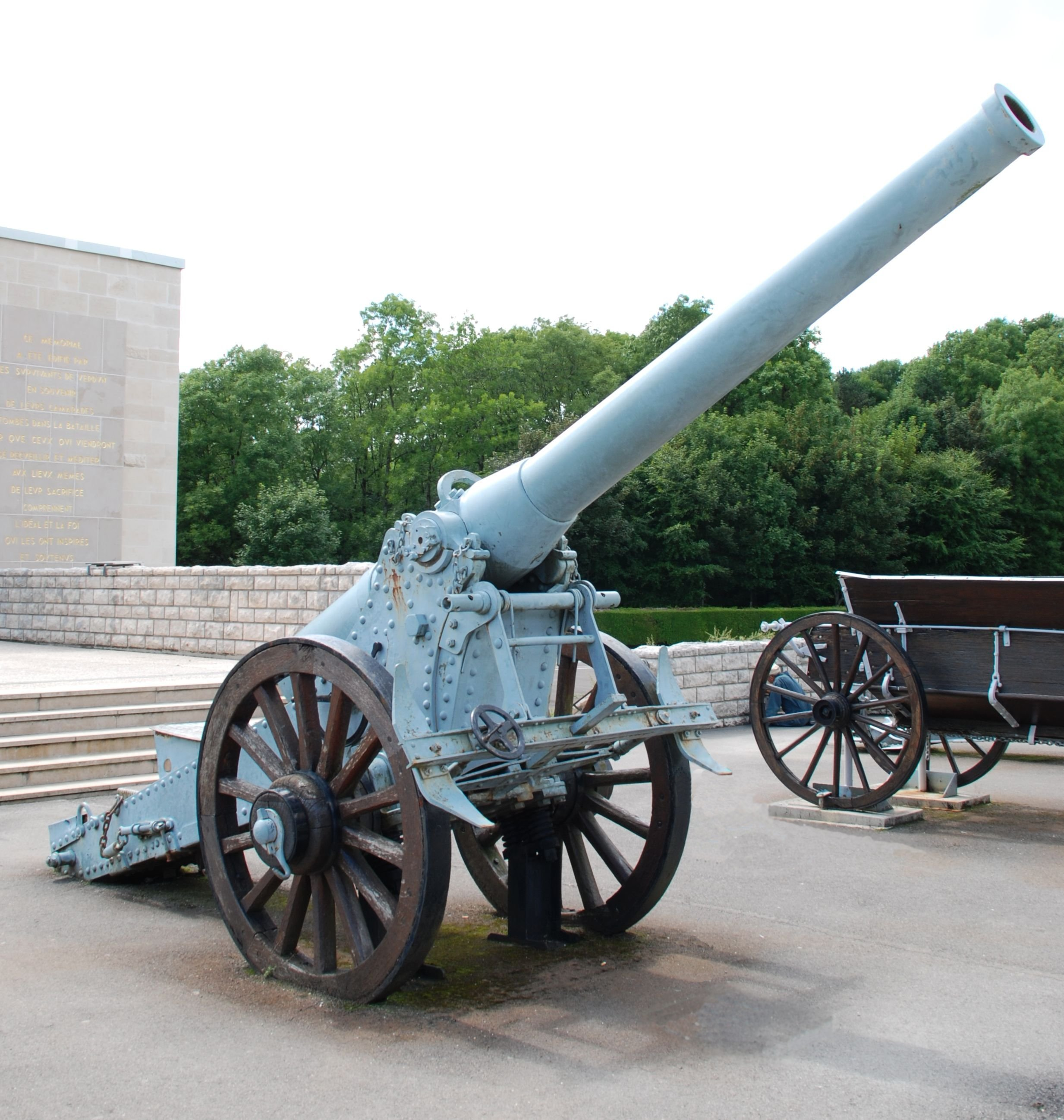
Le canon de Bange de 155 mm, le modèle le plus courant dans les batteries des places fortes françaises.

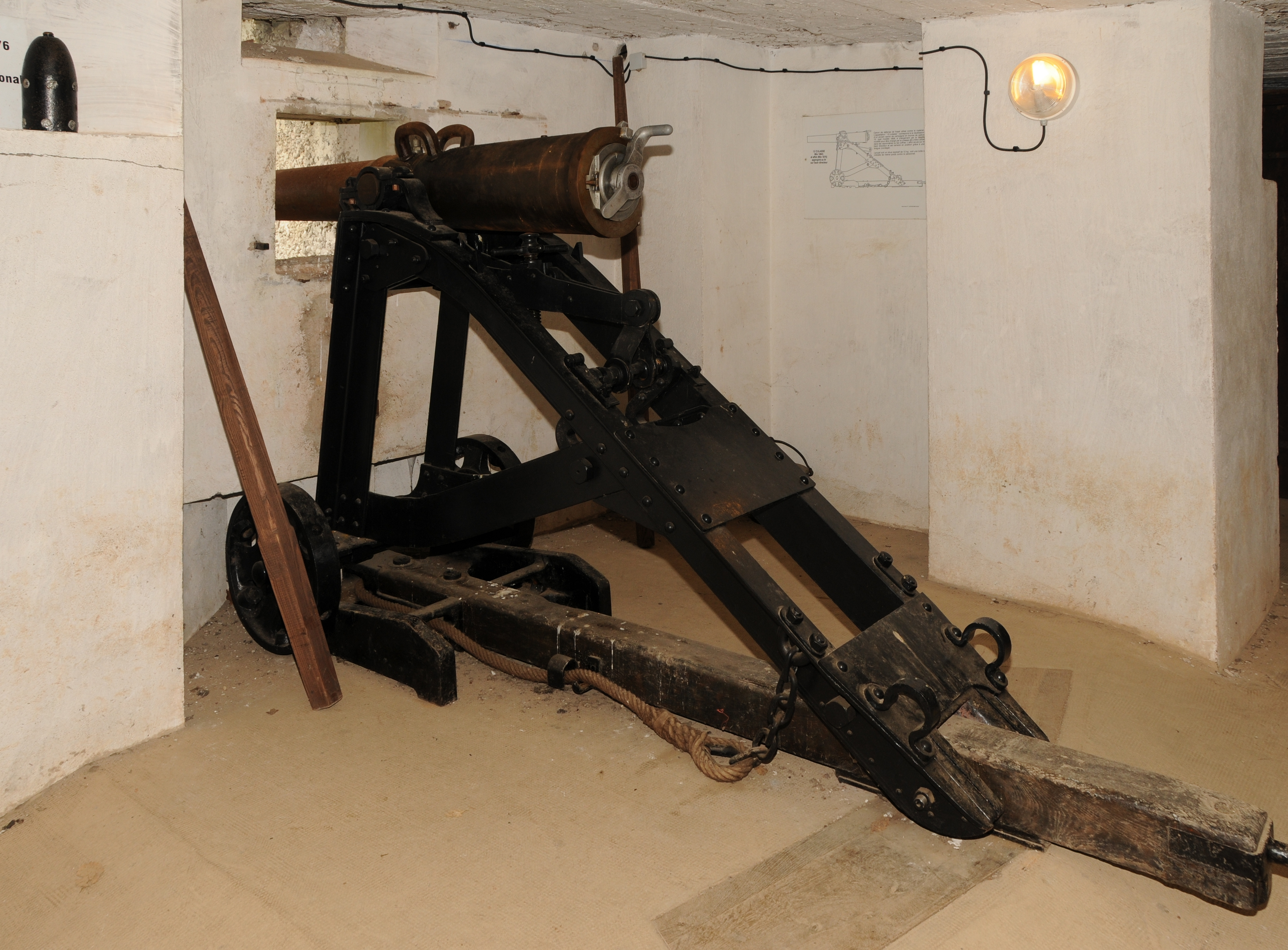
Canon 12 de culasse modèle 1884.

La place de Verdun concentre en 1914 : 28 forts et ouvrages, dont 23 sont plus ou moins modernes (protégés par du béton), armés de six tourelles pour canon de 155 mm, de 14 tourelles pour canons de 75 mm (soit 28 canons), de 23 casemates de Bourges (soit 46 canons) et de 29 tourelles de mitrailleuses ; la défense des fossés est assurée par 211 canons-revolvers, canons de 12 de culasse (de) ou canons de 90 mm et 210 mitrailleuses de rempart, sans compter 86 mortiers à âme lisse. Les fortifications sont complétées par 17 petits ouvrages d'infanterie aménagés en avant des forts, par 23 abris d'infanterie bétonnés et surtout par 118 batteries d'artillerie placés dans les intervalles entre les forts et ouvrages, prêts à accueillir les 670 canons (notamment des 120 mm et 155 mm de Bange) destinés à l'action lointaine, ces canons étant soient déjà en position, soit stockés à l'arsenal.
Ces différents organes forment une double ceintures de fortifications autour de la ville : une ceinture extérieure (« ligne principale ») d'un périmètre de 43 km et une ceinture intérieure (« ligne de soutien ») de 25 km, le tout subdivisé en trois secteurs. Des petits ouvrages d'infanterie forment encore plus en avant une « ligne de surveillance » (augmentant le périmètre jusqu'à 50 km). Les magasins sont approvisionnés avec environ 800 coups par pièces, soit un stock théorique de 611 000 projectiles.

« Voici Verdun. La gare est entourée de voies militaires, de hangars, de parcs d'artillerie. La plupart des voyageurs sont des troupiers ; dès les premiers pas on ne rencontre guère que des uniformes […]. La ville est du reste un immense camp dont on juge bien quand on le contemple des hauteurs de Belleville.

L'aspect de cette position est unique […]. Une sorte de cirque immense, formé de pentes raides couvertes de vignobles et de maisons. De distance en distance, des mamelons coupent l'uniformité du tableau ; chacun d'eux est coiffé d'un fort, tous ces forts sont reliés par des batteries et des abris pour l'infanterie ; des voies ferrées les réunissent. Au fond, tout au fond de l'immense hémicycle, Verdun tout petit, dort autour de sa cathédrale, au pied de sa citadelle. Aucun site militaire, pas même les forteresses de montagne comme Grenoble, Briançon ou Besancon, n'est aussi saisissant que celui-là. C'est formidable et effrayant. »

— Victor-Eugène Ardouin-Dumazet, Le voyage en France, 1904.

### Réduit central
L'enceinte urbaine sert de réduit central à la place ; dans le cas de la citadelle, son réseau de galeries souterraines lui permet de servir de magasin central et d'énorme abri à l'épreuve des projectiles, d'où son nom de « citadelle souterraine » (49° 09′ 32″ N, 5° 22′ 27″ E).

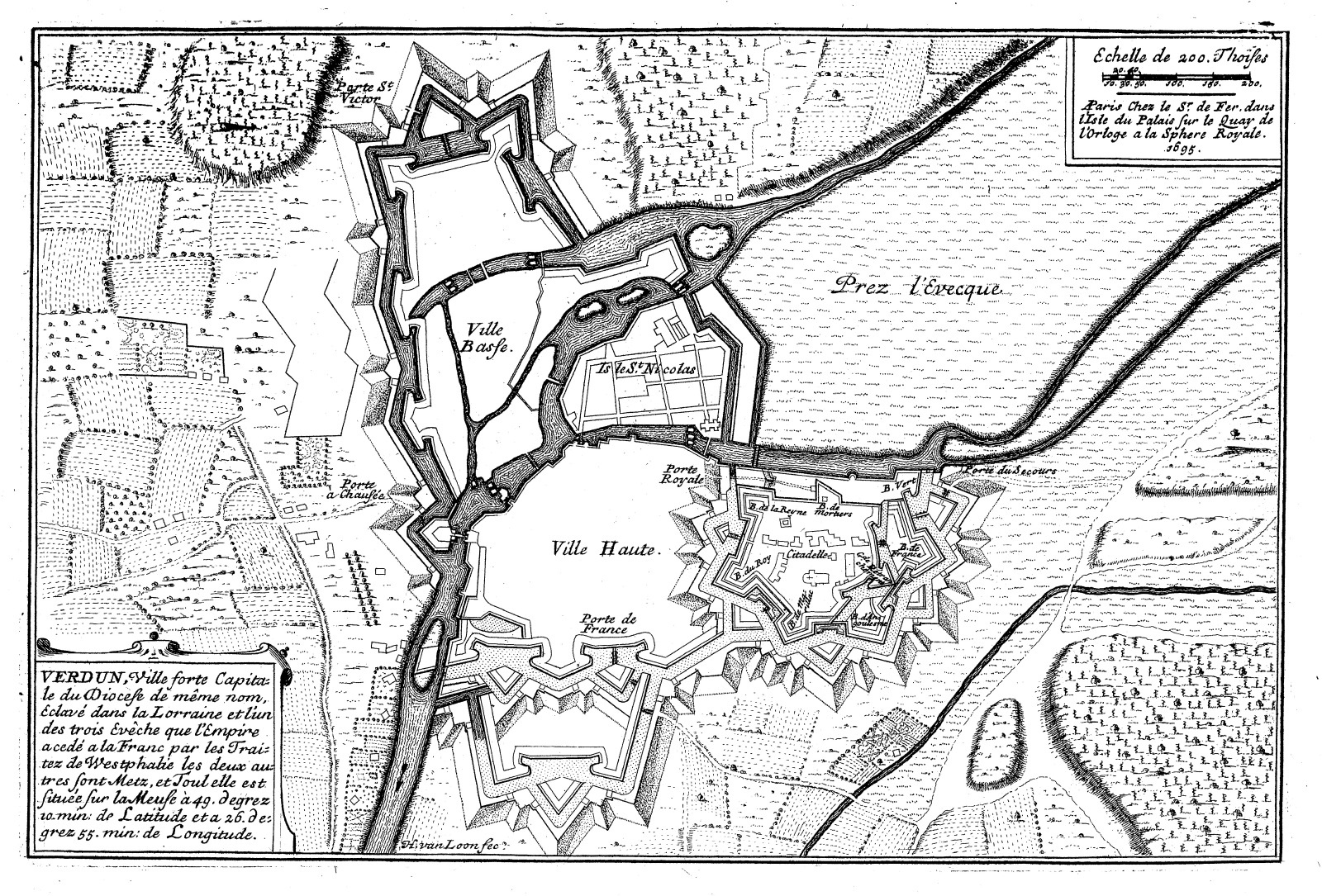
Plan des fortifications de la ville en 1695, le nord orienté à gauche.
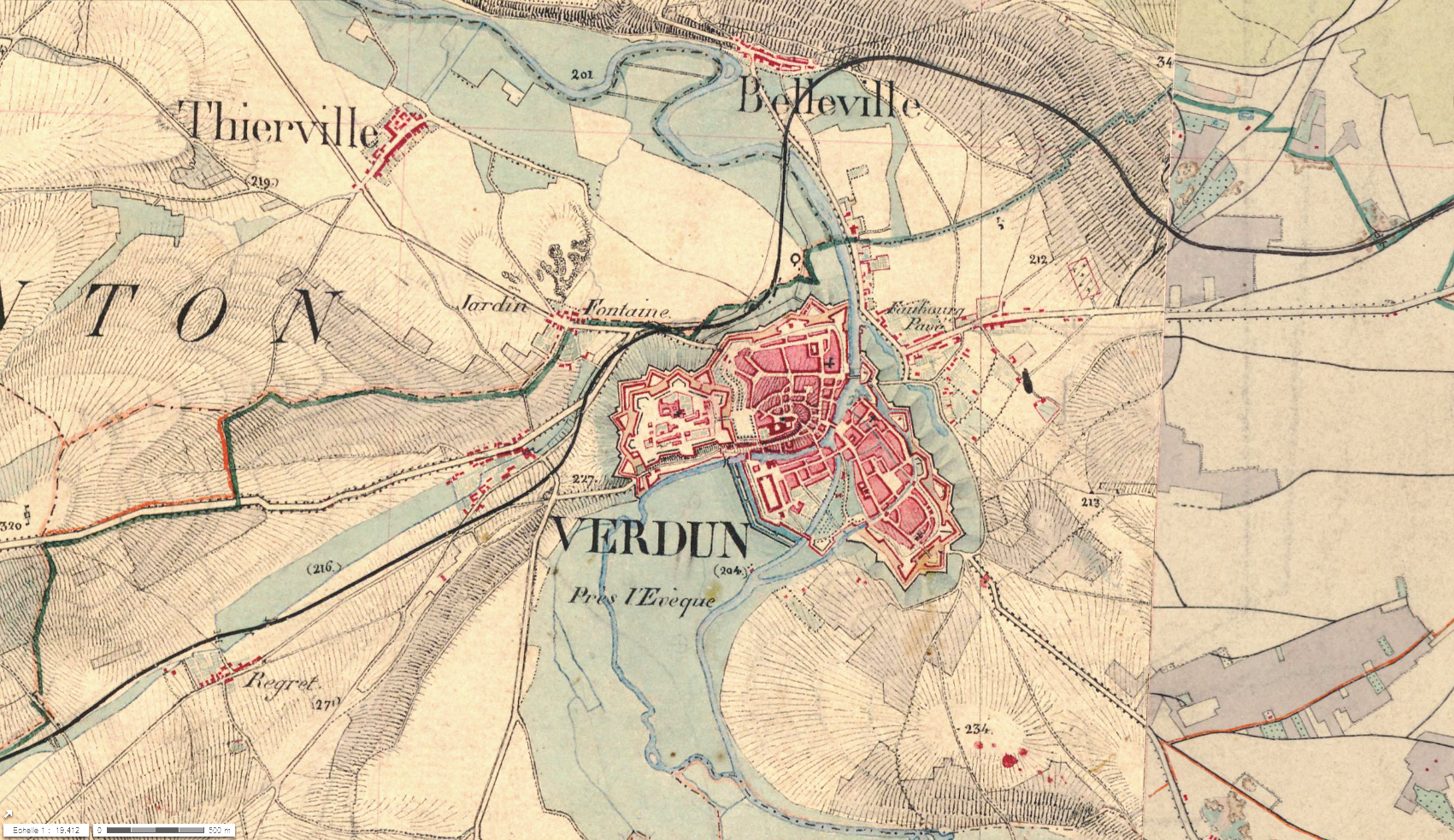
La citadelle et l'enceinte urbaine de Verdun, carte d'état-major de 1866 montrant les routes et les zones inondables.
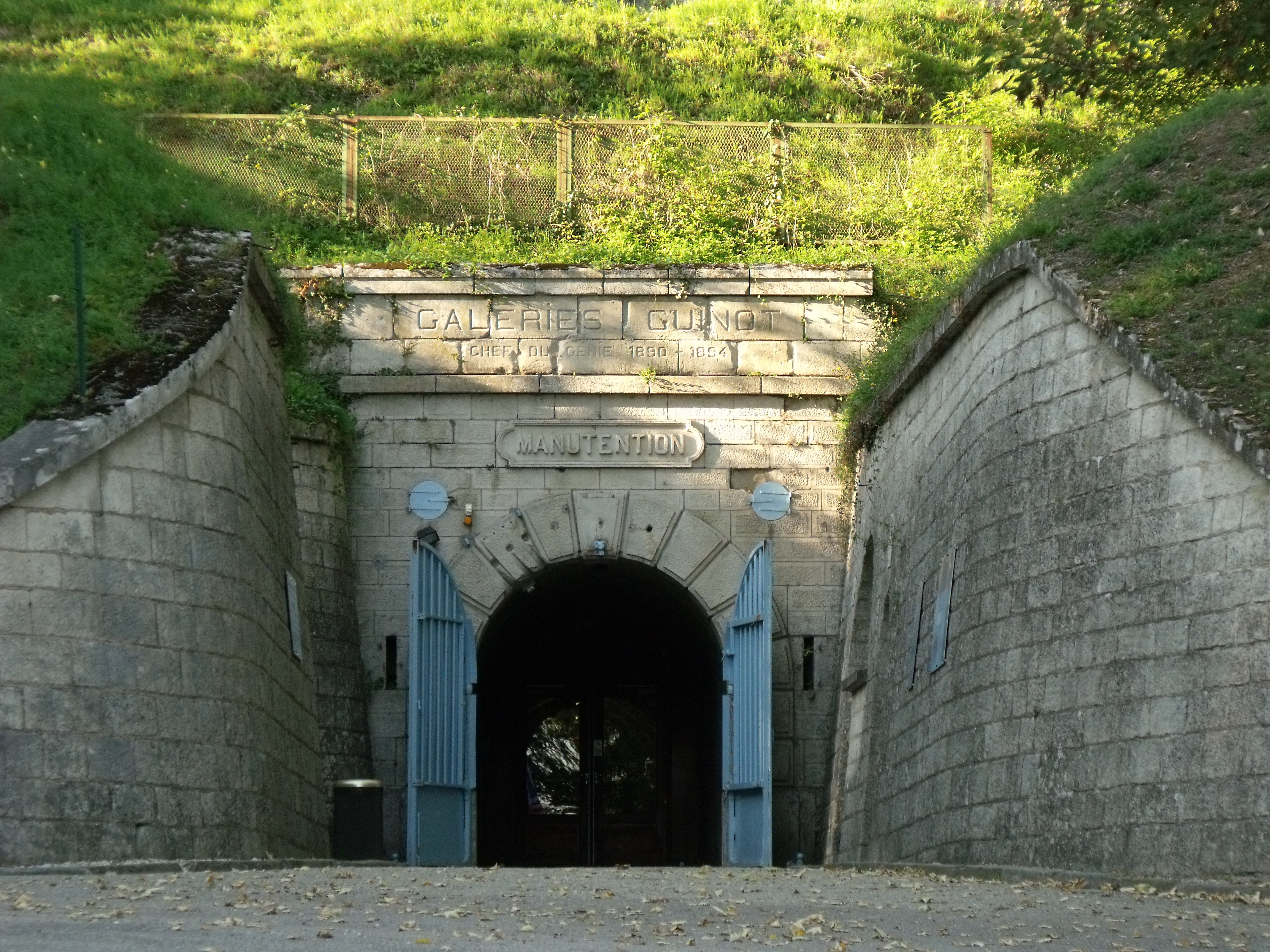
Entrée des souterrains de la citadelle, transformés partiellement en musée.

S'y rajoutent d'une part sur la rive gauche l'arsenal (« quais d'artillerie », près de la gare) et d'autre part sur la rive droite les deux hangars aux dirigeables (« parc à ballons », au sud du fort de Belleville) et la piste d'aviation (à l'ouest du fort de Belrupt).

### Secteur nord-est
| Ouvrages             | Localisations               | Construction | Modernisation |
| -------------------- | --------------------------- | ------------ | ------------- |
| Ouvrage de Lorient   | 49° 13′ 00″ N, 5° 27′ 40″ E | 1913         | non-modernisé |
| Ouvrage du Muguet    | 49° 13′ 01″ N, 5° 27′ 54″ E | 1913         | non modernisé |
| Ouvrage de Josémont  | 49° 13′ 13″ N, 5° 27′ 50″ E | 1913         | non modernisé |
| Ouvrage de Bézonvaux | 49° 13′ 42″ N, 5° 28′ 08″ E | 1889-1891    | non modernisé |
| Ouvrage d'Hardaumont | 49° 12′ 58″ N, 5° 28′ 12″ E | 1887-1893    | non modernisé |

| Forts ou ouvrages      | Localisations               | Construction | Modernisation                   | Tourelles de 155 | Tourelles de 75 | Cas. de Bourges | Tour. de mitrai. | Observat. cuirassés | Prix en francs |
| ---------------------- | --------------------------- | ------------ | ------------------------------- | ---------------- | --------------- | --------------- | ---------------- | ------------------- | -------------- |
| Ouvrage de Froideterre | 49° 11′ 51″ N, 5° 24′ 13″ E | 1887-1888    | 1902-1905                       | -                | 1               | 1               | 2                | 2                   | 1 000 000      |
| Ouvrage de Thiaumont   | 49° 12′ 24″ N, 5° 25′ 09″ E | 1887-1888    | 1902-1905                       | -                | -               | 1               | 1                | 1                   | 400 000        |
| Fort de Douaumont      | 49° 13′ 00″ N, 5° 26′ 20″ E | 1885-1889    | 1901-1903, 1907-1909, 1911-1913 | 1                | 1               | 1               | 2                | 4                   | 6 000 000      |
| Fort de Vaux           | 49° 12′ 01″ N, 5° 28′ 12″ E | 1881-1884    | 1888-1895, 1904-1906, 1910-1912 | -                | 1               | 2               | -                | 3                   | 2 800 000      |
| Ouvrage de La Laufée   | 49° 11′ 21″ N, 5° 28′ 53″ E | 1887-1888    | 1904-1906, 1913-1914            | -                | 1               | -               | -                | 1                   | 900 000        |

| Forts ou ouvrages               | Localisations               | Construction | Modernisation | Tourelles de 155 | Prix en francs |
| ------------------------------- | --------------------------- | ------------ | ------------- | ---------------- | -------------- |
| Redoute puis fort de Belleville | 49° 10′ 50″ N, 5° 23′ 02″ E | 1875-1877    | non modernisé | -                | 450 000        |
| Redoute puis fort Saint-Michel  | 49° 10′ 31″ N, 5° 24′ 52″ E | 1875-1877    | non modernisé | -                | 450 000        |
| Fort de Souville                | 49° 11′ 17″ N, 5° 26′ 23″ E | 1876-1877    | 1888-1891     | 1                | 2 650 000      |
| Fort de Tavannes                | 49° 10′ 53″ N, 5° 27′ 47″ E | 1874-1879    | 1889-1890     | -                | 2 500 000      |

### Secteur sud-est
| Ouvrages                              | Localisations               | Construction | Modernisation |
| ------------------------------------- | --------------------------- | ------------ | ------------- |
| Ouvrage d'Eix                         | 49° 10′ 21″ N, 5° 28′ 56″ E | 1887-1888    | non modernisé |
| Ouvrage de Croix-Brandier             | 49° 09′ 12″ N, 5° 28′ 56″ E | 1883         | non modernisé |
| Ouvrage du Manesel                    | 49° 09′ 14″ N, 5° 29′ 58″ E | 1888-1889    | non modernisé |
| Ouvrage de Châtillon                  | 49° 08′ 28″ N, 5° 30′ 35″ E | 1888         | non modernisé |
| Ouvrage de Maubois                    | 49° 08′ 16″ N, 5° 29′ 29″ E | 1889         | non modernisé |
| Ouvrage de Jaulny                     | 49° 07′ 38″ N, 5° 30′ 37″ E | 1889         | non modernisé |
| Ouvrage des Réunis ou des Bois-Réunis | 49° 06′ 58″ N, 5° 28′ 19″ E | 1878         | non modernisé |

| Forts ou ouvrages           | Localisations               | Construction | Modernisation        | Tourelles de 155 | Tourelles de 75 | Cas. de Bourges | Tour. de mitrai. | Observat. cuirassés | Prix en francs |
| --------------------------- | --------------------------- | ------------ | -------------------- | ---------------- | --------------- | --------------- | ---------------- | ------------------- | -------------- |
| Fort de Moulainville        | 49° 10′ 01″ N, 5° 29′ 12″ E | 1883-1885    | 1889-1891, 1905-1909 | 1                | 1               | 1               | 2                | 4                   | 3 650 000      |
| Ouvrage de Déramé           | 49° 08′ 38″ N, 5° 28′ 54″ E | 1887-1888    | 1902-1903            | -                | -               | 2               | 1                | 1                   | 1 000 000      |
| Fort du Rozelier            | 49° 07′ 30″ N, 5° 28′ 49″ E | 1877-1879    | 1890-1902, 1904-1913 | 1                | -               | 2               | 3                | 3                   | 4 500 000      |
| Ouvrage de Saint-Symphorien | 49° 07′ 05″ N, 5° 27′ 20″ E | 1888-1889    | 1900 puis 1902       | -                | -               | 1               | -                | -                   | 400 000        |
| Fort de Haudainville        | 49° 06′ 55″ N, 5° 26′ 00″ E | 1876-1879    | 1900-1902            | -                | -               | 2               | 2                | 2                   | 2 400 000      |

| Forts ou ouvrages            | Localisations               | Construction | Modernisation | Prix en francs |
| ---------------------------- | --------------------------- | ------------ | ------------- | -------------- |
| Redoute puis fort de Belrupt | 49° 08′ 54″ N, 5° 26′ 02″ E | 1875-1877    | non modernisé | 1 600 000      |

### Secteur rive gauche
| Ouvrages                                         | Localisations               | Construction | Modernisation |
| ------------------------------------------------ | --------------------------- | ------------ | ------------- |
| Ouvrage du Chapître ou du Bois-du-Chapître       | 49° 06′ 55″ N, 5° 18′ 48″ E | 1888         | non modernisé |
| Ouvrage de Baleycourt                            | 49° 07′ 29″ N, 5° 18′ 08″ E | 1888-1890    | non modernisé |
| Ouvrage de Fromeréville ou du Bois-des-Sartelles | 49° 08′ 50″ N, 5° 17′ 18″ E | 1887-1888    | 1900          |
| Ouvrage de Germonville                           | 49° 10′ 09″ N, 5° 17′ 15″ E | 1887-1888    | non modernisé |
| Ouvrage des Bruyères                             | 49° 11′ 14″ N, 5° 17′ 02″ E | 1887-1888    | non modernisé |

| Forts ou ouvrages             | Localisations               | Construction | Modernisation                   | Tourelles de 155 | Tourelles de 75 | Cas. de Bourges | Tour. de mitrai. | Observat. cuirassés | Prix en francs |
| ----------------------------- | --------------------------- | ------------ | ------------------------------- | ---------------- | --------------- | --------------- | ---------------- | ------------------- | -------------- |
| Ouvrage de La Falouse         | 49° 07′ 14″ N, 5° 24′ 02″ E | 1906         | ouvrage moderne                 | -                | 1               | -               | 1                | 2                   | 550 000        |
| Fort de Dugny                 | 49° 06′ 45″ N, 5° 22′ 44″ E | 1875-1877    | 1901-1902, 1902-1908            | -                | 1               | 1               | 2                | 3                   | 2 200 000      |
| Fort de Landrecourt           | 49° 06′ 44″ N, 5° 20′ 35″ E | 1883-1886    | 1891, 1904-1906                 | -                | 1               | 1               | 2                | 3                   | 2 750 000      |
| Redoute puis fort de Regret   | 49° 08′ 06″ N, 5° 20′ 15″ E | 1875-1877    | 1906-1909                       | -                | 2               | 1               | 2                | 4                   | 2 600 000      |
| Poste puis fort des Sartelles | 49° 09′ 11″ N, 5° 18′ 35″ E | 1876-1879    | 1900-1902                       | -                | -               | 2               | 2                | 2                   | 1 100 000      |
| Poste puis Ouvrage du Chana   | 49° 09′ 52″ N, 5° 18′ 36″ E | 1883-1884    | 1906-1911                       | -                | 1               | 2               | -                | 1                   | 1 150 000      |
| Poste puis fort de Choisel    | 49° 10′ 42″ N, 5° 18′ 11″ E | 1883-1885    | 1894-1897 puis 1906-1912        | -                | 1               | 2               | 2                | 3                   | 1 300 000      |
| Fort de Bois-Bourrus          | 49° 11′ 30″ N, 5° 17′ 57″ E | 1881-1887    | 1891-1894, 1904-1906, 1913-1914 | -                | -               | 2               | 3                | 2                   | 2 850 000      |
| Fort de Marre                 | 49° 11′ 44″ N, 5° 18′ 52″ E | 1881-1884    | 1894-1897 puis en 1904-1906     | -                | 1               | -               | -                | 1                   | 2 500 000      |
| Poste de Belle-Épine          | 49° 11′ 59″ N, 5° 19′ 51″ E | 1883-1886    | non modernisé                   | -                | -               | -               | -                | -                   | 400 000        |
| Fort de Vacherauville         | 49° 12′ 15″ N, 5° 20′ 31″ E | 1910-1914    | fort moderne                    | 2                | 1               | -               | 1                | 4                   | 2 300 000      |
| Ouvrage de Charny             | 49° 12′ 01″ N, 5° 21′ 13″ E | 1887-1888    | 1902-1904                       | -                | -               | 1               | 1                | 1                   | 900 000        |

| Forts ou ouvrages              | Localisations               | Construction | Modernisation | Prix en francs |
| ------------------------------ | --------------------------- | ------------ | ------------- | -------------- |
| Redoute puis fort de La Chaume | 49° 09′ 23″ N, 5° 19′ 46″ E | 1875-1877    | non modernisé | 1 300 000      |

## Unités en garnison

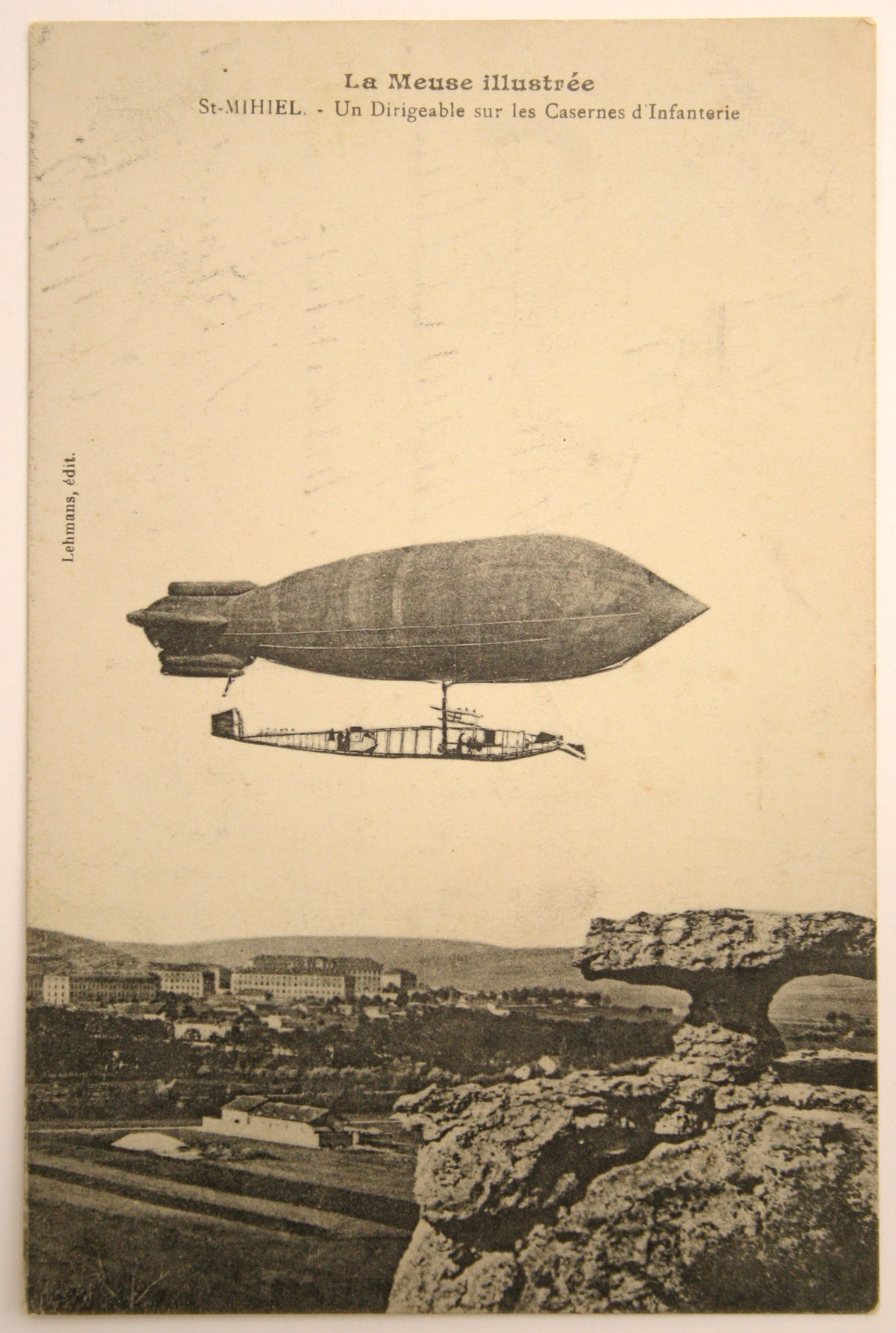
Le Ville-de-Paris, dirigeable affecté à partir de 1908 à la place de Verdun pour la reconnaissance et le réglage de l'artillerie (photo de 1915).

Depuis 1873, la place de Verdun se trouve dans la 6e région militaire, dont le quartier-général est à Châlons-sur-Marne. En temps de paix, l'essentiel de la 42e division d'infanterie du 6e corps d'armée y est caserné (les deux autres grandes unités du corps sont la 12e division à Reims et la 40e division à Saint-Mihiel) : les 151e et 162e régiments d'infanterie, le 19e bataillon de chasseurs à pied et le 61e régiment d'artillerie. Les autres unités de la division sont à proximité : le 94e régiment d'infanterie est à Bar-le-Duc, le 8e bataillon de chasseurs à pied à Étain et le 16e bataillon à Conflans-Labry. Cette division est une unité de manœuvre, elle n'est pas destinée à fournir la garnison des forts.
S'y rajoutent aussi une brigade de la 4e division de cavalerie composée des 2e et 4e régiments de hussards, ainsi que plusieurs unités non-endivisionnées : les 164e, 165e et 166e régiments d'infanterie, le 44e régiment territorial d'infanterie, le 5e régiment d'artillerie à pied et le 9e régiment du génie (6e et 25e bataillons). Ces quatre régiments d'infanterie, le régiment d'artillerie à pied et le 25e bataillon du génie doivent fournir les garnisons des différents forts, ouvrages et batteries en cas de guerre.

## Première Guerre mondiale

### Couverture et concentration
Dès le 29 juillet 1914, les ouvrages non gardés en temps de paix reçoivent une garnison (comme prévu en cas de « tension politique ») : par exemple cinq compagnies du 164e régiment d'infanterie sont envoyées dans les ouvrages de Froideterre, de Thiaumont, de Bezonvaux, du Josémont, d'Hardaumont et de La Laufée, ainsi que dans certaines batteries. Les 30 et 31 juillet, les neuf bataillons d'infanterie (des 164e, 165e et 166e régiments), les batteries du 5e régiment d'artillerie à pied et les détachements du génie, avec leurs effectifs d'active, sont en position dans tous les forts et ouvrages, certaines batteries et plusieurs villages (par exemple le 164e envoie des sections en couverture à Ornes, Damloup, Dicourt, Bourvaux, Vaux et Bras). Dès le 3 août, l'infanterie d'active est relevée par des unités de territoriale (les premiers réservistes du 44e RIT arrivent dès le 1er août : le 3, six compagnies sont habillées, équipées et armées, les six dernières le 5).
En plus des unités constituées sur place à partir des réservistes et territoriaux locaux mobilisées (une division d'infanterie de réserve pour la « défense mobile de la place », ainsi qu'une division d'infanterie territoriale), la place de Verdun sert de puissant point d'appui à la couverture et à la concentration de l'Armée française. Les deux divisions du 6e corps pré-positionnées dès le temps de paix (40e division à Verdun et 42e division à Saint-Mihiel) se déploient dès le premier jour de la mobilisation pour assurer la couverture de cette dernière. Le 4 août, est créée comme prévu par le plan XVII la 3e armée, commandée par le général Ruffey, dont les unités des deux autres corps d'armée (en plus du 6e) arrivent par voie ferrée : le 5e corps d'armée, partie des gares d'Orléans, de Paris et de Melun, débarque autour de Saint-Mihiel ; le 4e corps d'armée, partie du Mans, d'Alençon et de Paris, passe par Chartres et Reims pour arriver dans les gares autour de Verdun.
Au 8e jour de la mobilisation (le 9 août 1914), la garnison de la place forte de Verdun est passée à ses effectifs de guerre, c'est-à-dire qu'elle est passée de neuf à 34 bataillons d'infanterie, de neuf à 35 batteries d'artillerie (dont neuf montées) et de trois à huit compagnies du génie, auxquels se rajoutent deux escadrons de cavalerie et une compagnie d'aérostiers. Dans ce total est comptée la totalité de la 72e division de réserve (c'est-à-dire qu'elle est composée de réservistes), créée lors de la mobilisation et qui doit servir à la « défense mobile de la place », composée des 351e, 362e, 364e, 365e et 366e régiments d'infanterie, ainsi que des 56e et 59e bataillons de chasseurs à pied (les deux commandés par le lieutenant-colonel Driant), de deux escadrons des 2e et 4e régiments de hussards, de trois groupes des 61e, 59e, 11e, 41e et 45e régiments d'artillerie de campagne et des 1re et 21e compagnies du 25e bataillon du génie (9e régiment). Le gouverneur militaire fait procéder à l'évacuation des civils considérés comme « bouches inutiles ».
L'annonce de l'invasion allemande du Luxembourg puis de la Belgique entraîne l'application d'une variante du plan XVII, prévoyant un renforcement de l'aile gauche française : la mission de la 3e armée est désormais double, devant faire face au nord comme à l'est. Le 11 août, les trois corps d'armée d'active de la 3e armée ont terminé leur concentration dans la Woëvre, formant un arc de cercle protégeant Verdun de Flabas jusqu'à Saint-Baussant. Le 10 août, Joffre autorise Ruffey à employer les divisions du 3e groupe de réserve pour remplacer ses troupes d'active sur les hauts de Meuse (à l'est, face à Metz). Le 16 août, le 3e groupe de réserve, renforcée par la 67e division jusque-là en réserve générale, ainsi que les garnisons des places de Toul et de Verdun forment un groupement sous les ordres du général Paul Durand : ce « groupement Durand », dépendant de Ruffey, est chargé de défendre les hauts de Meuse, ce qui permet de redéployer les trois corps de la 3e armée au nord-est de Verdun (à Damvillers, Dieppe-sous-Douaumont et Fresnes-en-Woëvre).

### 1914-1915, une place isolée

Deux plans différents : le plan XVII contre le plan Schlieffen.

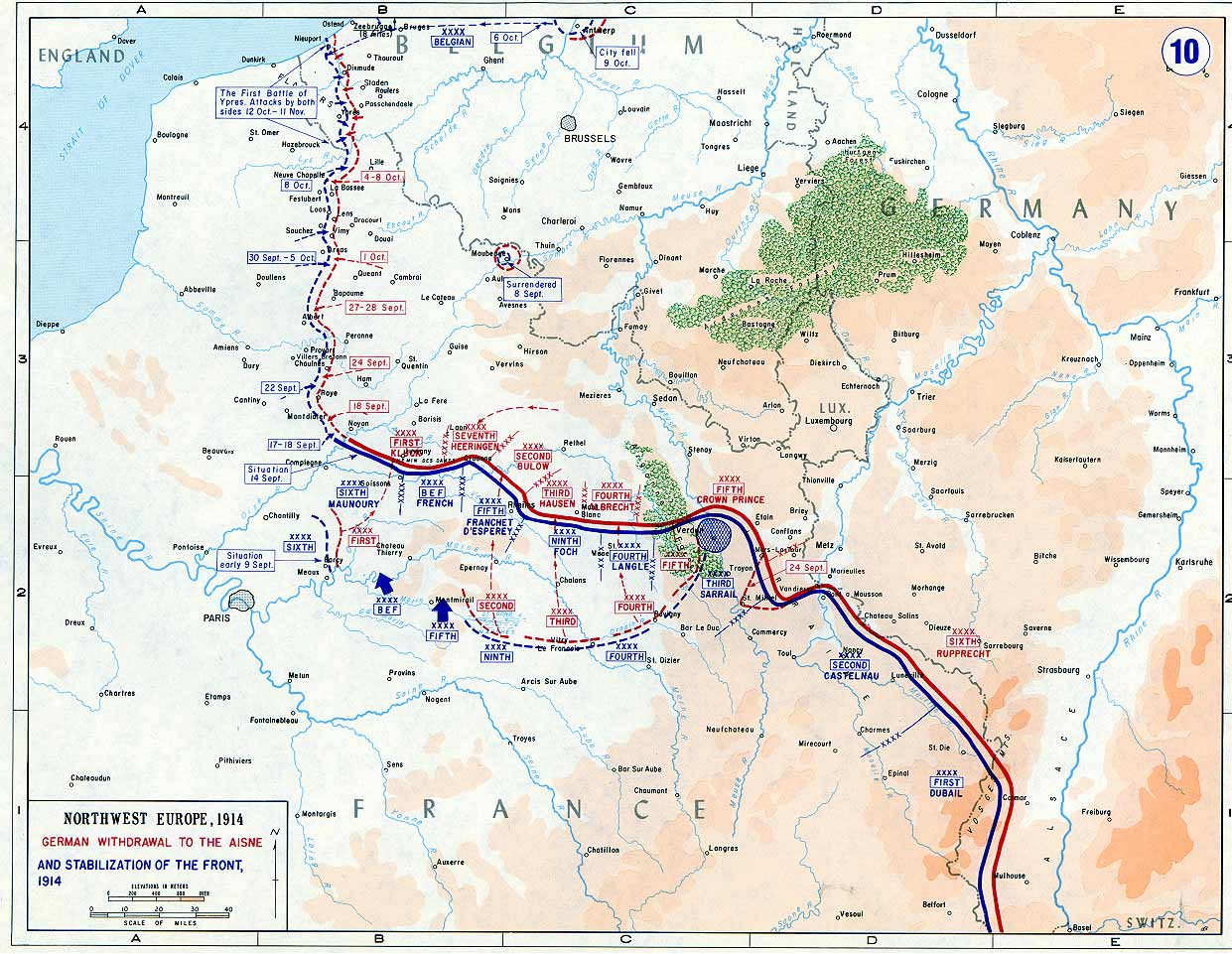
Carte du front Ouest, avec la place de Verdun formant une avancée entre l'Argonne et le saillant de Saint-Mihiel.

Comme les quatre places fortes de Verdun, de Toul, d'Épinal et de Belfort forment d'importantes concentrations d'artillerie et de fortifications, le plan d'opérations allemand (appelé le plan Schlieffen) prévoit d'éviter l'attaque de ces quatre positions en les contournant largement par le nord, à travers la Belgique. Verdun, la place à l'extrémité nord du dispositif français, doit servir de pivot à la vaste manœuvre allemande. À partir de la mi-août, les troupes allemandes, marchant vers le sud, prennent les vieilles fortifications de Longwy (qui se rend le 26 août) et de Montmédy (évacuée sans combat) et se déploient au nord et à l'est de Verdun. Fin août et début septembre, la retraite de l'Armée française permet au 13e corps d'armée allemand de s'installer dans le massif de l'Argonne, descendant jusqu'au canal de la Marne au Rhin à Vassincourt. Le combat de Vaux-Marie et surtout la bataille de la Marne (du 6 au 12 septembre) permettent aux Français de dégager la rive gauche de la Meuse et de fixer le front dans le nord de l'Argonne sur la ligne Servon-Varennes, où les combats se poursuivent durant toute l'année 1915.
Sur la rive droite de la Meuse, au sud-est de Verdun, les Allemands tentent d'isoler la place forte, en essayant de franchir le rideau des hauts de Meuse. Le fort de Troyon est lourdement bombardé du 8 au 13 septembre 1914 mais reste dans les mains des Français, tandis qu'une percée réussie un peu plus au sud à partir du 20 septembre (bataille de Flirey) et permet la prise de Saint-Mihiel ainsi que du fort du Camp-des-Romains (le 25 septembre). Les lignes allemandes ainsi avancées coupent la route nationale, la voie ferrée et le canal qui relient Commercy à Verdun, rendant difficile le ravitaillement de la place. Ce saillant de Saint-Mihiel résiste à une attaque française lors de la première bataille de Woëvre, du 5 avril au 5 mai 1915.
En raison de la destruction de plusieurs forts par l'artillerie lourde allemande en 1914 (sièges de Liège, de Namur, d'Anvers, de Maubeuge et du fort de Manonviller) et de l'éloignement du front par rapport aux places, l'ordre est donné en octobre 1914 de réduire les garnisons des forts, puis en août 1915 de vider les arsenaux et de désarmer tous les forts et toutes les batteries ; seules les tourelles conservent leurs canons (avec une très faible dotation en munitions), les autres pièces étant versées aux régiments d'artillerie lourde et envoyées sur le front (qui en a besoin pour l'offensive de Champagne). Le général Coutanceau, gouverneur de Verdun, ayant protesté contre ce désarmement de la place est remplacé le 10 août par le général Herr à la tête de la « région fortifiée de Verdun » (équivalente à une armée) nouvellement créée ; le général Dubail, son supérieur à la tête du groupe d'armées de l'Est, lui déclare que : « la défense du territoire dépend exclusivement des armées en campagne. Le désarmement des places, dont le rôle n'est plus acceptable, peut seul nous procurer sans délai l'artillerie lourde indispensable à nos armées ». Des centres de résistance (tranchées, abris et réseaux barbelés) sont creusés sur le plateau de Sivry-la-Perche et sur la côte du Poivre, en faisant des positions avancées à l'ouest et au nord de Verdun.

### 1916, une place assiégée
Fin 1915, le chef d'état-major allemand Erich von Falkenhayn décide de mener une bataille d'usure contre l'Armée française. Il fait le choix de Verdun (plutôt que Belfort) pour mener cette bataille car la place est plutôt isolée par rapport au reste du front français, elle est difficile à approvisionner et ses forts ont été presque totalement désarmés en 1915 (par exemple le fort de Douaumont a vu sa garnison passer de 751 hommes à seulement 58, sa casemate de Bourges est vide et ses tourelles sont quasiment privées d'obus). Pour rompre le front français et détruire les fortifications, 1 220 pièces d'artillerie sont concentrées autour du saillant de Verdun, dont 17 obusiers Skoda de 305 mm, trois canons de 380 mm et treize obusiers de 420 mm.

Plus gros calibres de l'artillerie allemande ayant tiré autour de Verdun
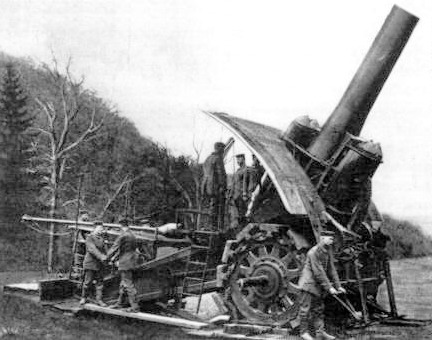
Mortier allemand de 420 mm (modèle nommé Dicke Bertha).
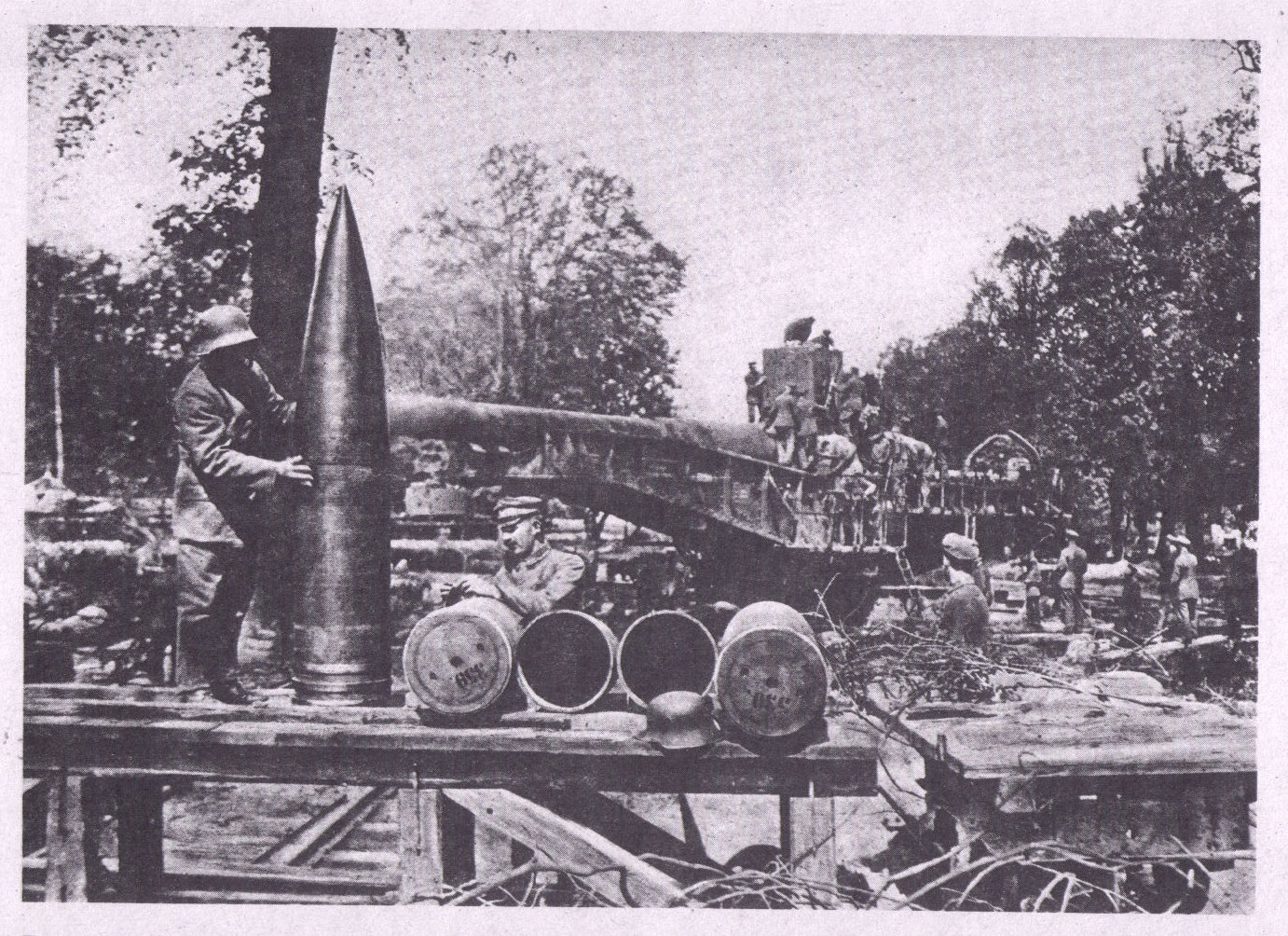
Obus et gargousses devant un canon allemand de 380 mm (38 cm SK L/45 1913 Langer Max).
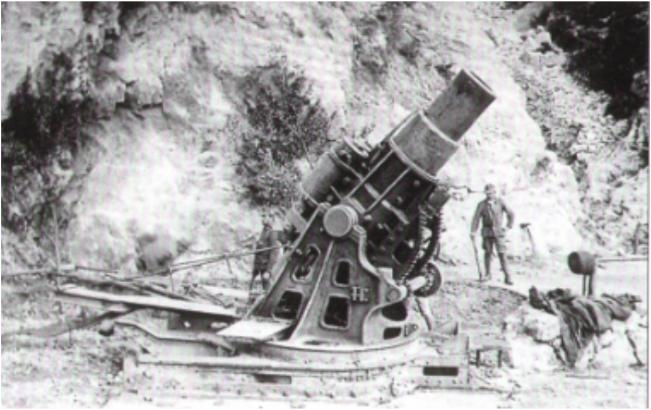
Mortier d'origine autrichienne de 305 mm (Škoda 305 mm Haubitze 1911, Schlanken Emma).
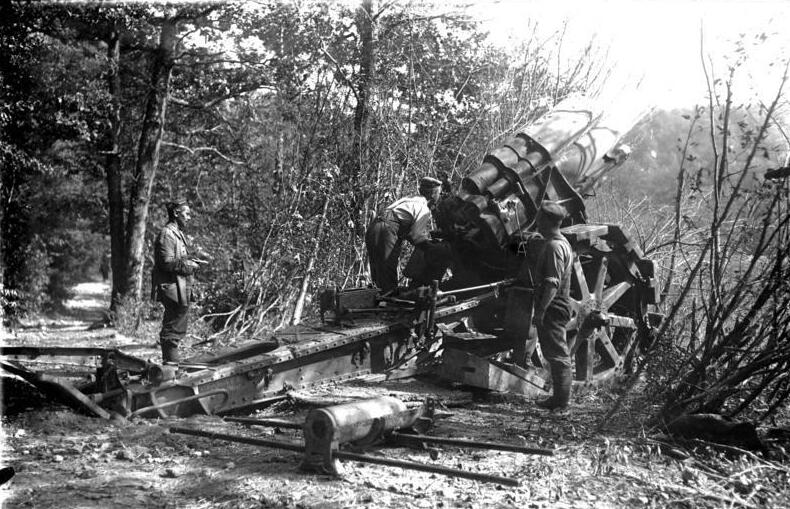
Mortier allemand de 210 mm (21 cm Mörser 16 ou 1910).

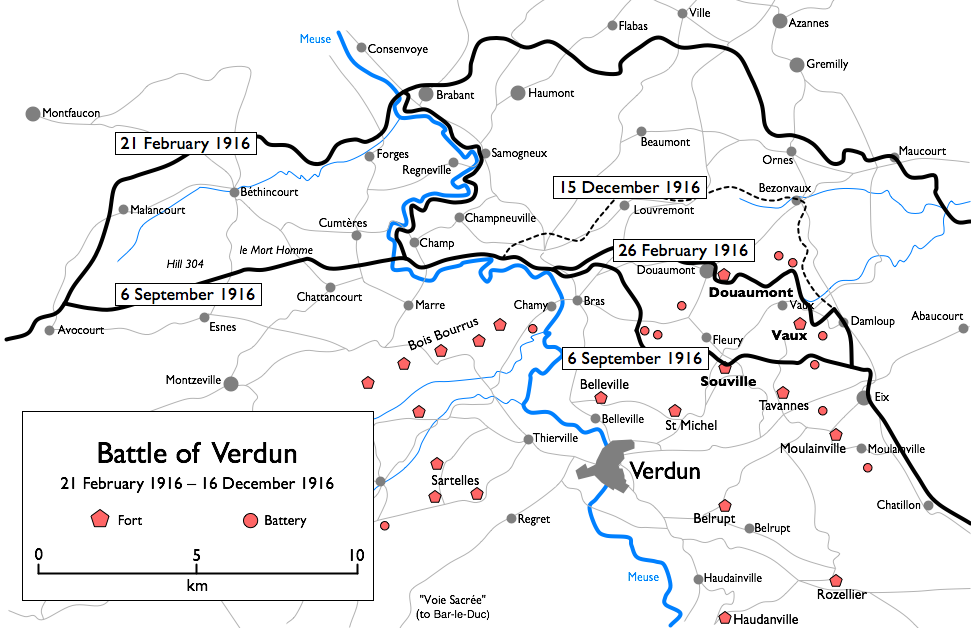
Carte de l'évolution du front : percée allemande en 1916 à travers le secteur nord-est.

L'offensive commence le 21 février 1916, enfonçant les lignes françaises tenues par le 30e corps (72e, 51e et 14e divisions) au nord-est de la place. Les troupes d'assaut allemandes abordent la ceinture de forts de la place, s'emparent du fort de Douaumont (sans combat, le 25 février), du fort de Vaux (combats du 1er au 7 juin) puis de l'ouvrage de Thiaumont (pris et repris plusieurs fois : allemand le 23 juin, français le 28, allemand le 29, etc.), mais échouent à prendre l'ouvrage de Froideterre le 23 juin et le fort de Souville le 11 juillet. Les tourelles participent à plusieurs occasions aux combats, notamment celle de mitrailleuses et celle de 75 mm de l'ouvrage de Froideterre le 23 juin. Au fort de Moulainville, la tourelle de 155 mm tire 5 833 obus de février à septembre, tandis que celle de 75 mm tire 11 800 obus sur la même période. La reprise des forts par les Français se fait durant l'automne (Thiaumont et Douaumont le 24 octobre ; Vaux le 2 novembre).

Effets du pilonnage sur les fortifications françaises
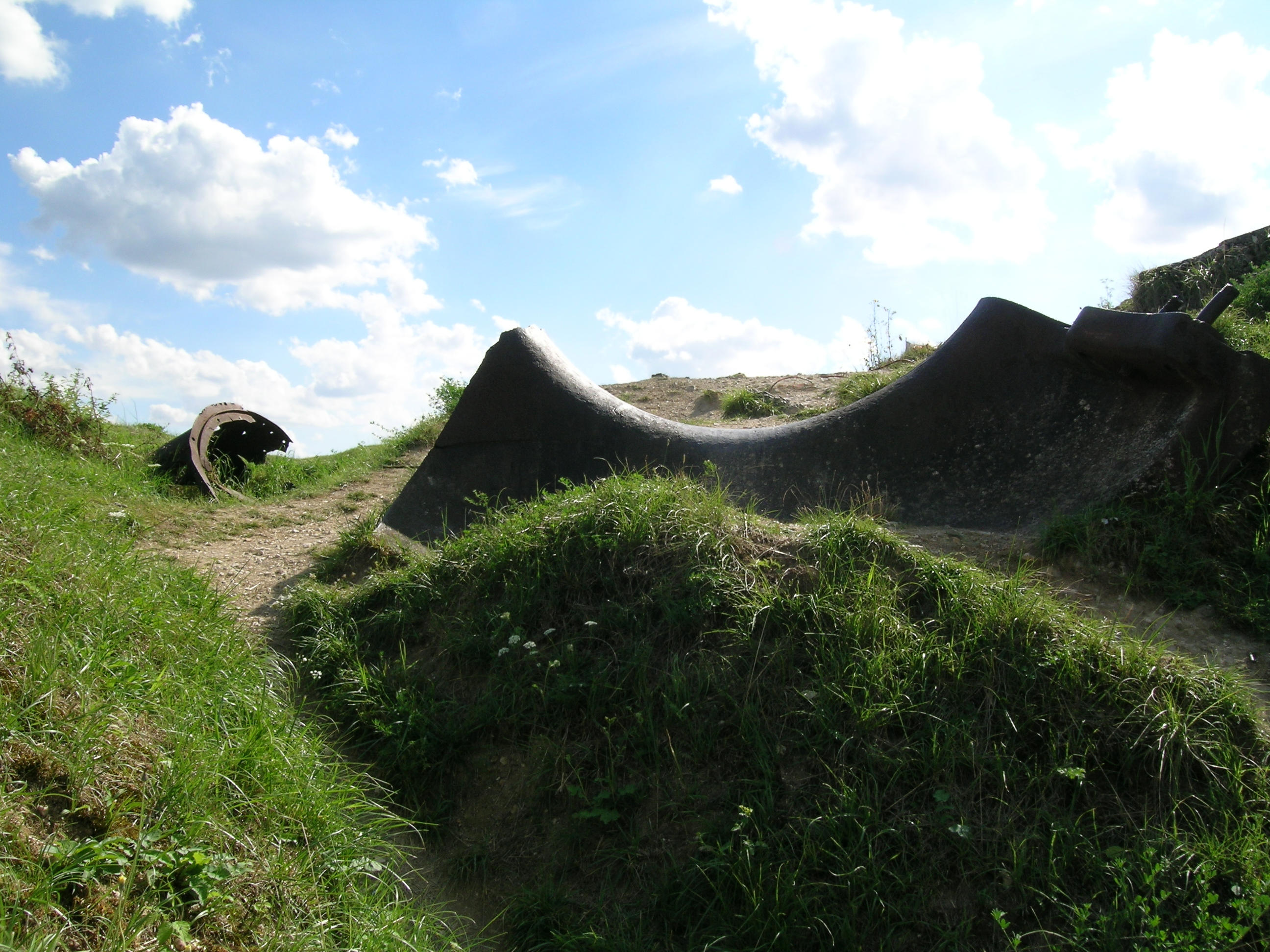
Morceaux de la tourelle de 75 mm du fort de Vaux, détruite par l'explosion des charges de démolition à la suite d'un coup au but d'un obus allemand.
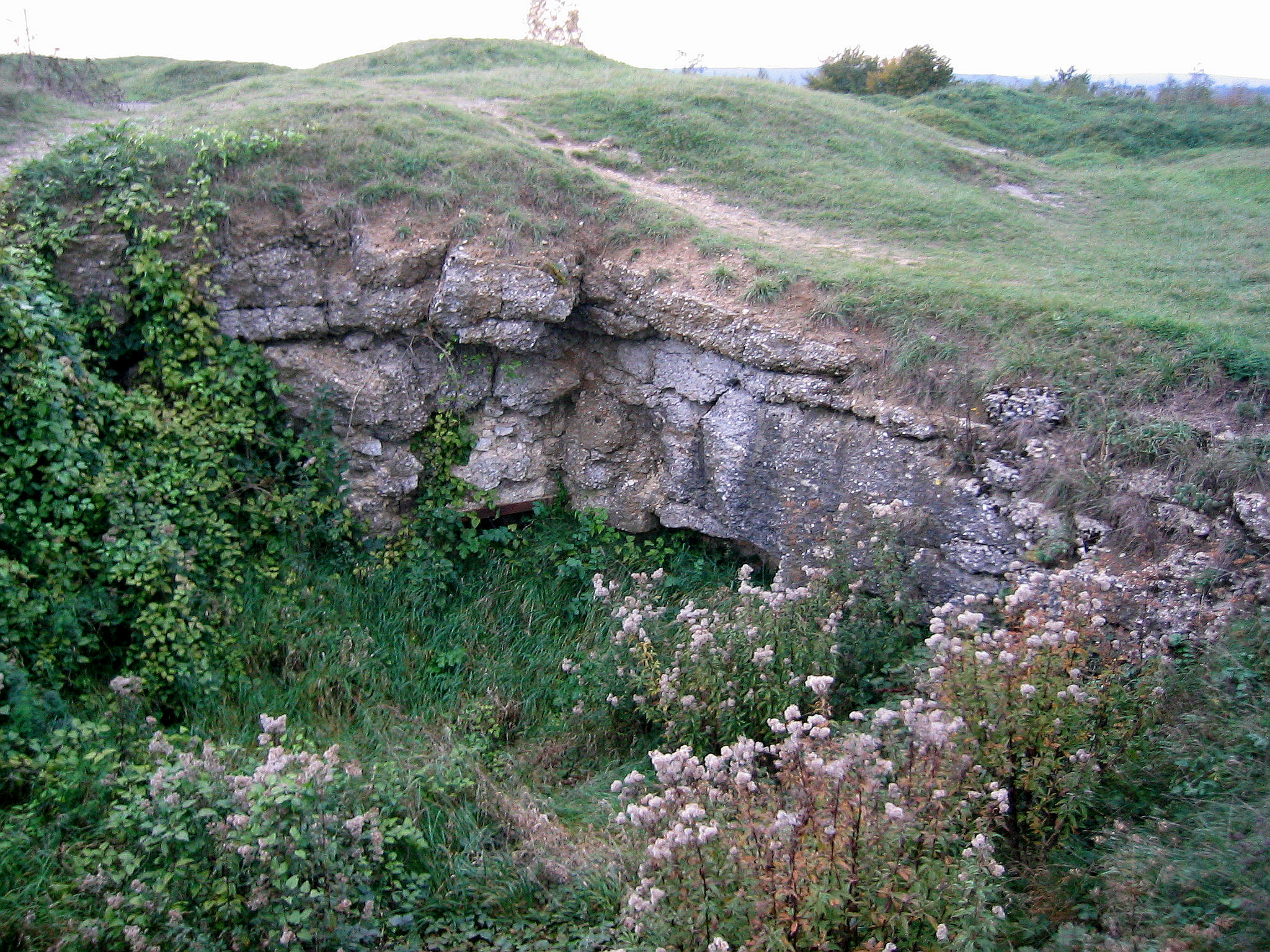
Couches de béton sur les dessus du fort de Douaumont, fracturées par les coups de l'artillerie.
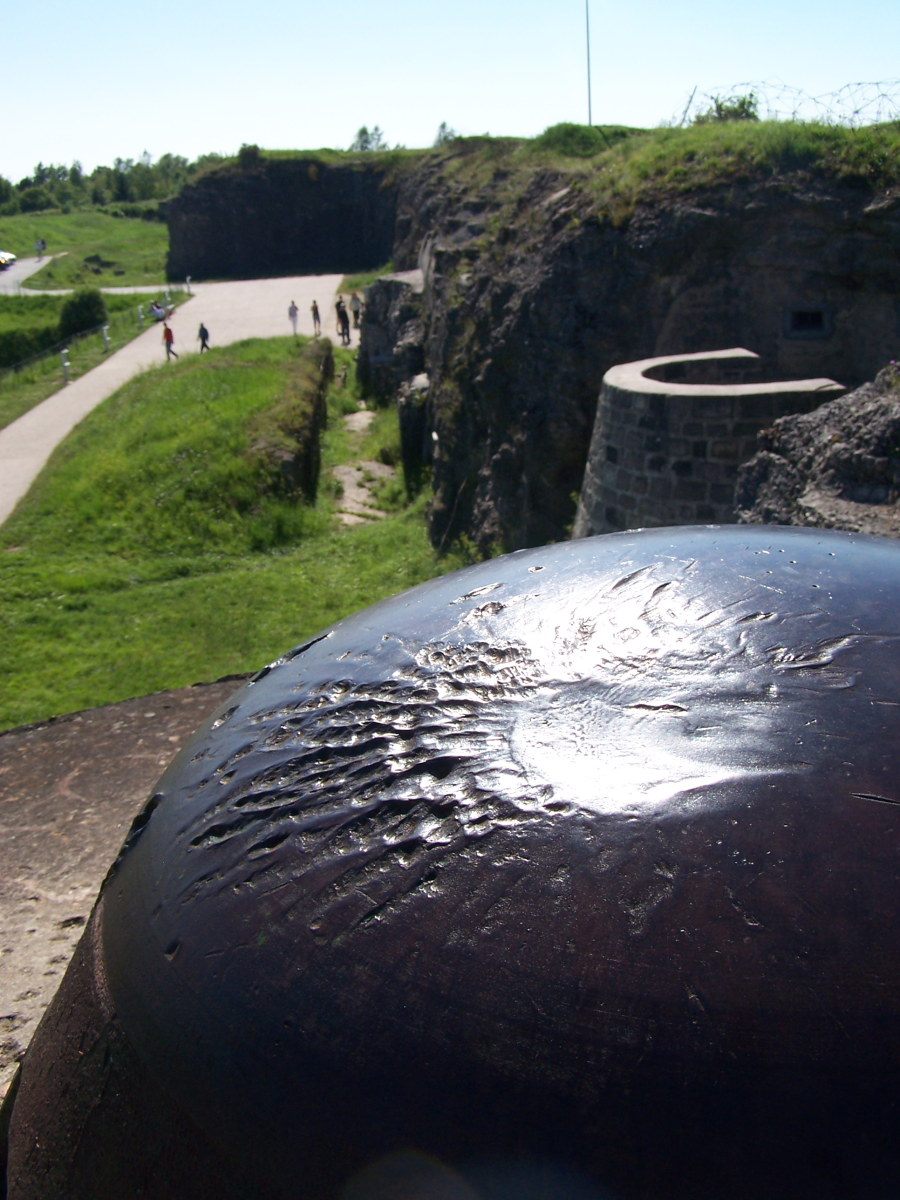
Marques laissées par les obus sur l'observatoire de la tourelle de 155 de Douaumont.
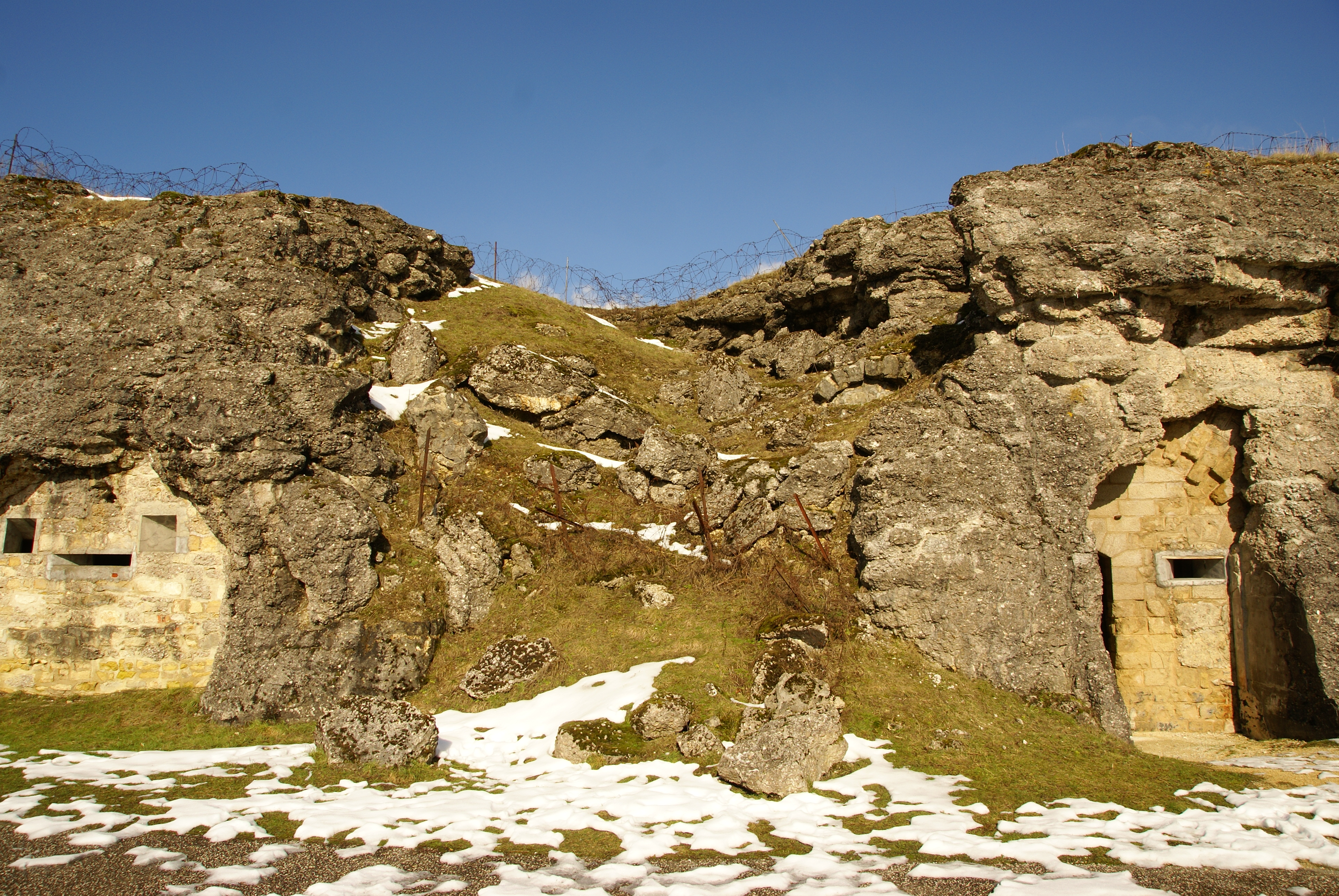
Une des voûtes de la caserne de Douaumont, effondrée après un coup au but d'un obus français de 400 mm.
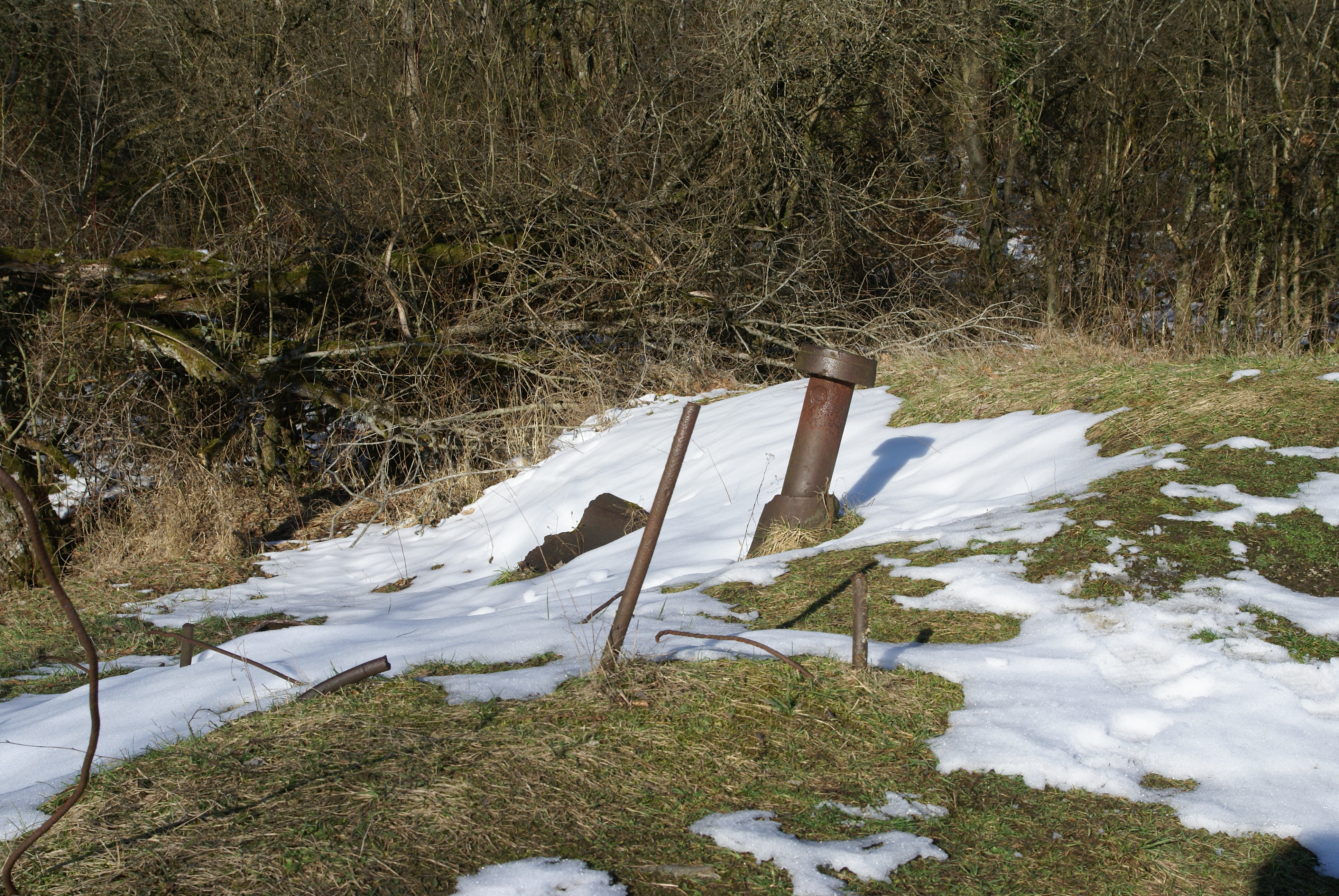
Restes disloqués de la tourelle de mitrailleuses de l'ouvrage de Thiaumont.
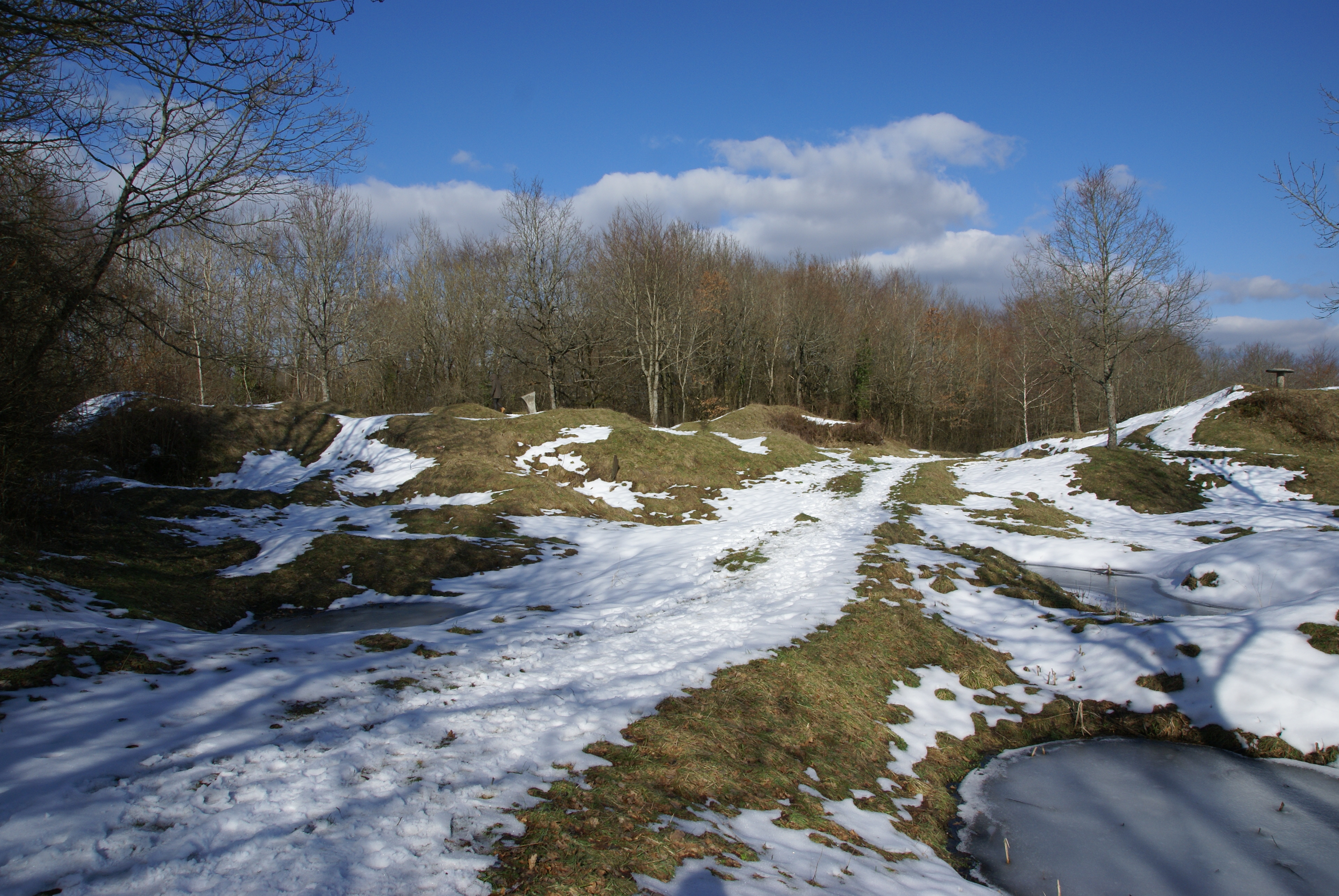
Le terrain bouleversé des dessus de l'ouvrage de Thiaumont presque un siècle après la bataille.
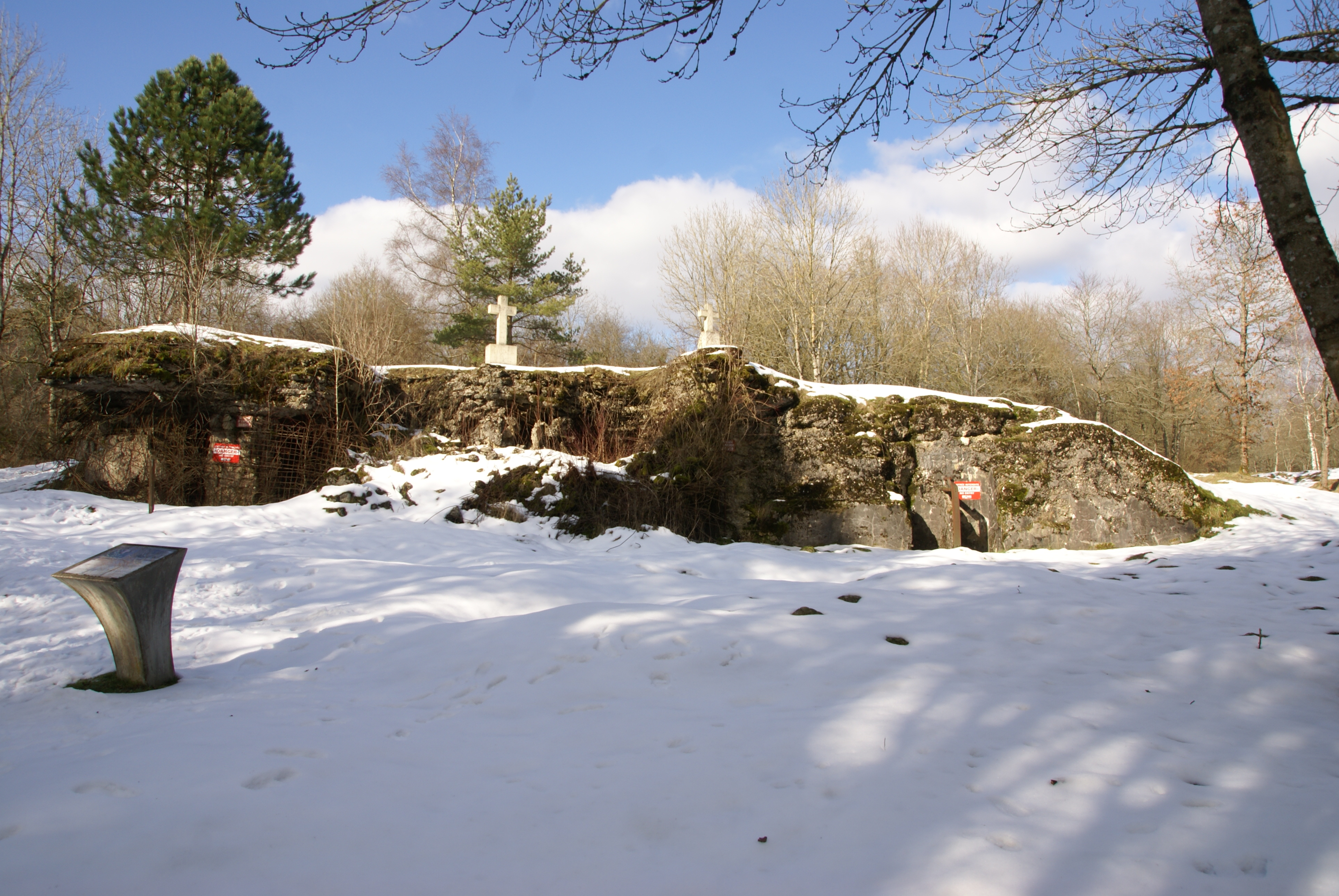
Abri d'intervalle pour l'infanterie FT3 (entre Froideterre et Thiaumont), tellement pilonné que les fers du béton armé sont à nu.
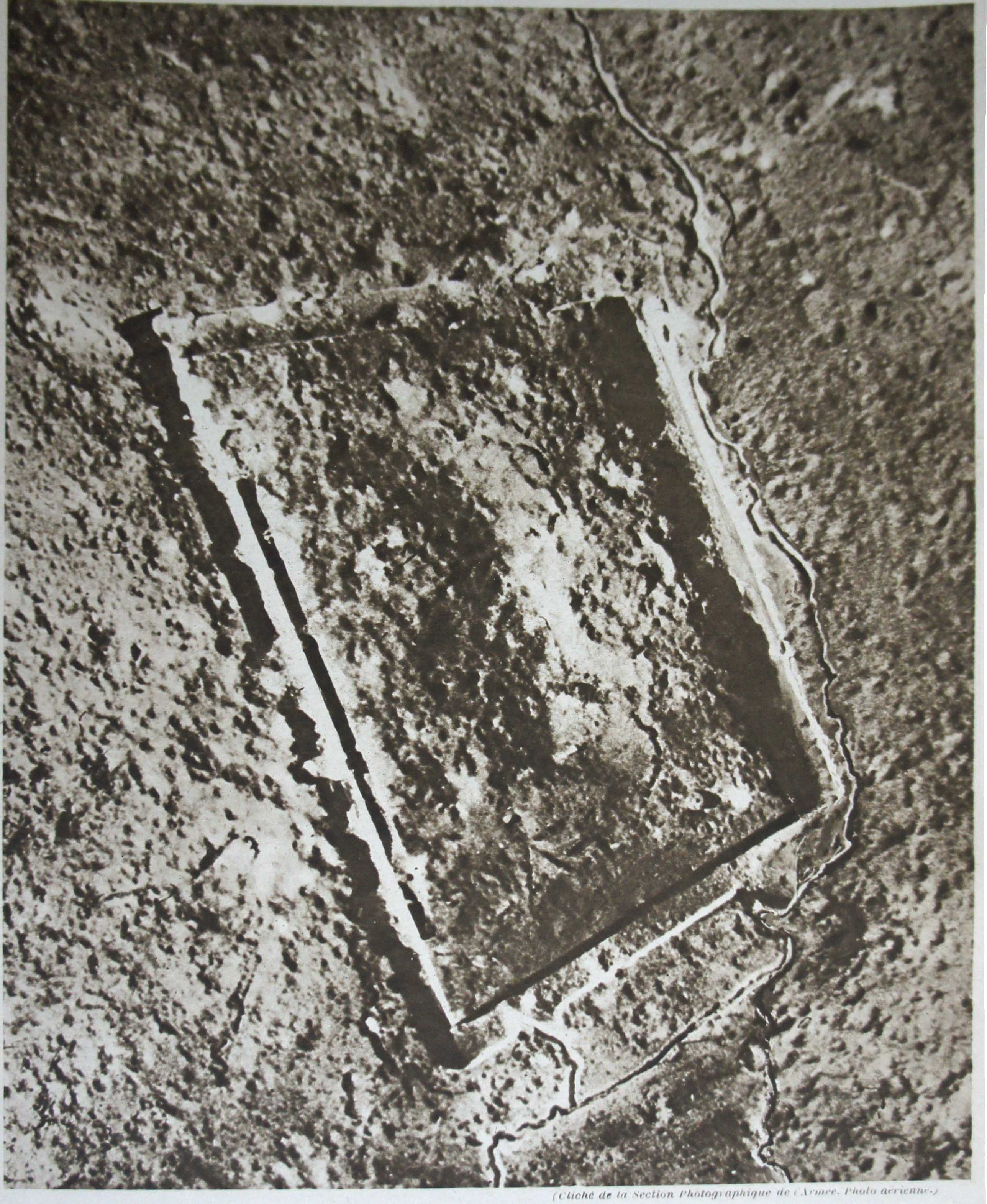
Cliché aérien du fort de Vaux en 1916.

Les forts et ouvrages du secteur nord-est de la place subissent un bombardement intensif, de la part de l'artillerie allemande mais aussi de la française (sur les fortifications aux mains des Allemands). Pour exemple, le bombardement préparatoire allemand des 21 et 22 février (Trommelfeuer : feu roulant) utilise deux millions d'obus ; la consommation de l'artillerie française pendant les sept premiers mois de la bataille a été de 23 millions de coups, dont 16 millions d'obus de 75 mm, soit environ 100 000 projectiles par jour. Le fort de Moulainville a ainsi reçu du 26 février au 20 septembre 1916 environ 330 obus de 420 mm, 770 de 305 mm, 280 mm ou 210 mm allongés, 4 700 obus de 210 mm courts, 150 mm ou 130 mm, 2 600 obus de 105 mm et 1 100 obus de 77 mm, soit un obus par trois m², ce qui a bouleversé totalement les dessus et les fossés du fort. Les fortifications subirent tout particulièrement les tirs des canons et obusiers de forts calibres, tels que les pièces allemandes de 420 mm et de 380 mm et les obusiers français de 400 mm : ces gros obus arrivent à percer la carapace de béton des forts, faisant s'effondrer les voûtes (dans quelques cas leur action se fait sentir jusqu'à 14 mètres de profondeur) ; les garnisons souffrent du manque d'eau (les citernes sont fissurées par les bombardements) et d'asphyxie (due aux gaz en milieu confiné). L'ouvrage de Thiaumont est totalement détruit : il reste qu'un tas de ruines de sa casemate, des fragments de sa tourelle et un morceau déchiqueté de son observatoire. Le fort de Souville est lui aussi largement ruiné, la garnison se réfugiant dans les souterrains ; le fort de Douaumont a sa tourelle de mitrailleuses occidentale détruite, l'autre endommagée ; la tourelle de 75 mm du fort de Vaux a explosé.

« Les forts et les ouvrages modernes ont été tels quels d'un très précieux secours malgré leurs avaries ; les forts plus anciens ont nécessité des travaux d'approfondissement assez considérables, mais ont pu servir utilement. Les troupes ont trouvé par instants un abri sûr, des repas chauds, des approvisionnements certains en vivres et en munitions, et grâce à cet ensemble, elles ne sont jamais arrivées au dernier degré d'épuisement. »

— Charles Mangin (général), Comment finit la guerre, 1920.

Caricatures
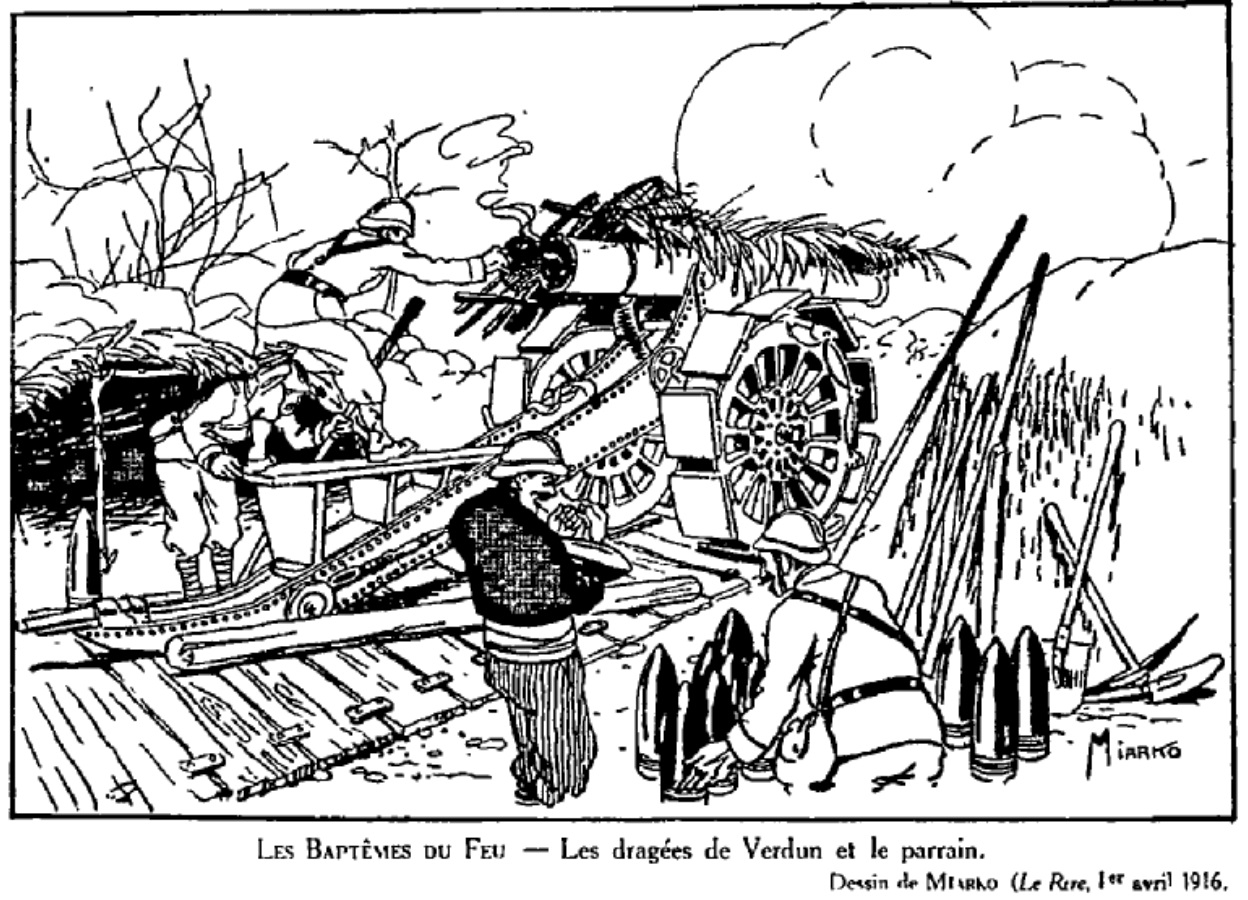
« Les baptêmes du feu – Les dragées de Verdun et le parrain » : les dragées sont des obus envoyés par un canon de 155 mm.
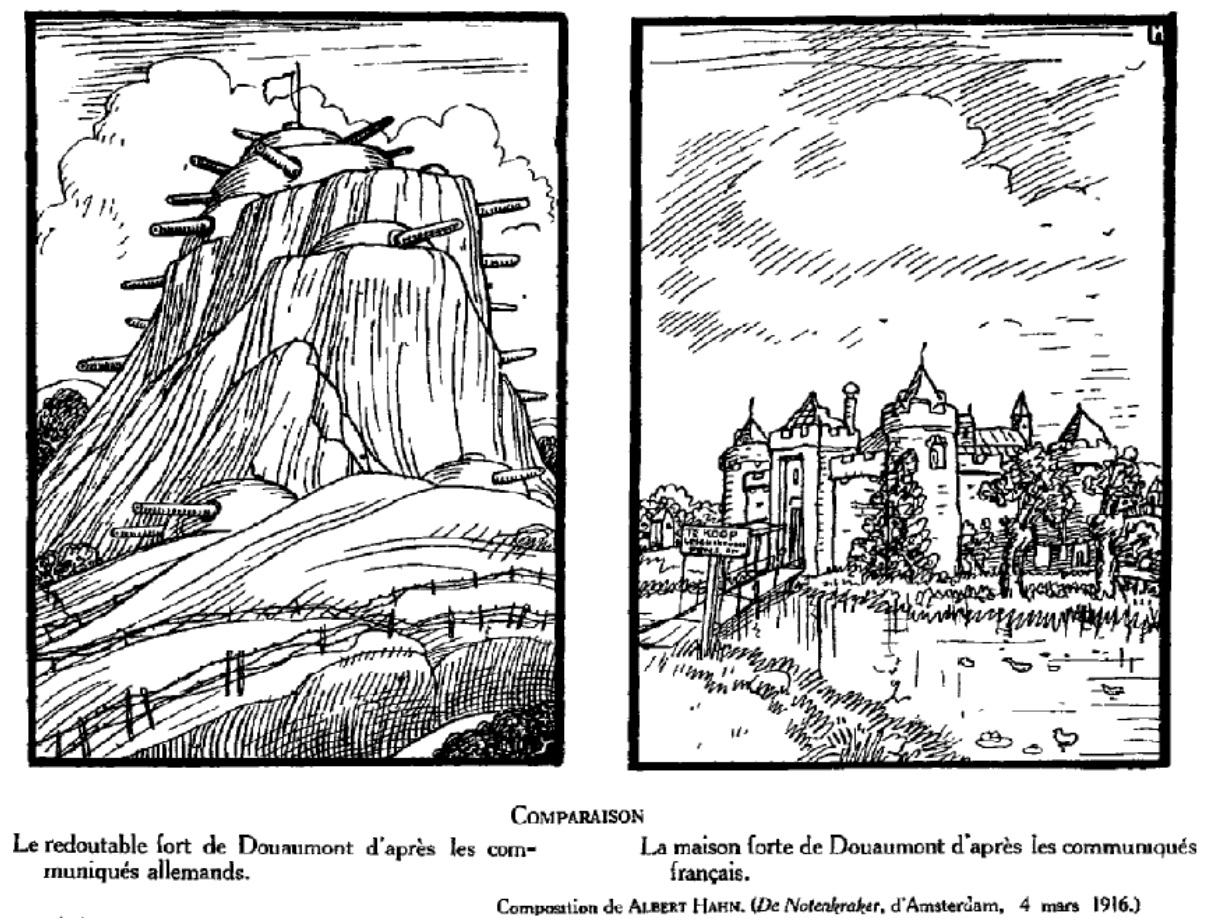
Vision néerlandaise : « le redoutable fort de Douaumont d'après les communiqués allemands ; la maison forte de Douaumont d'après les communiqués français. »
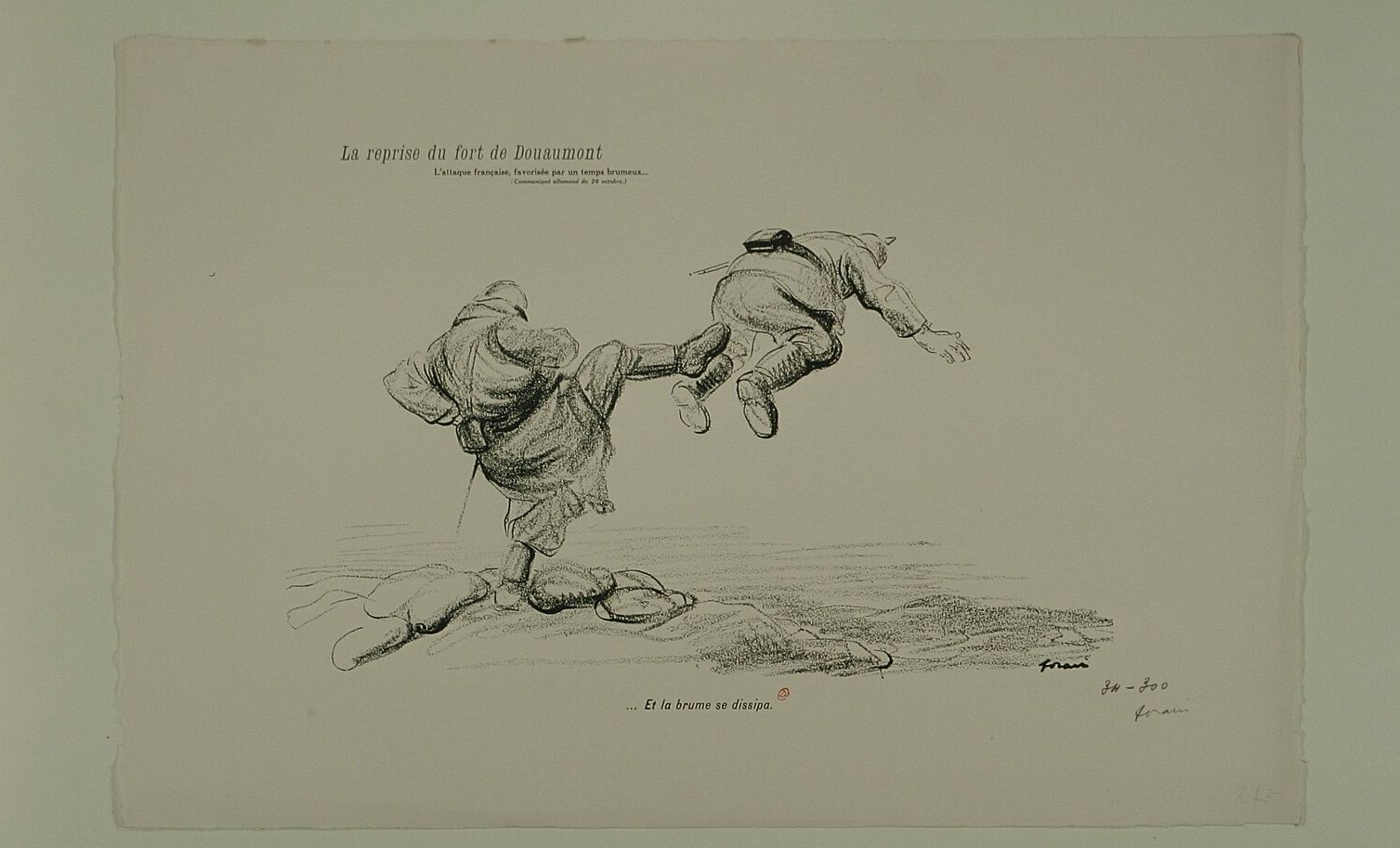
« La reprise du fort de Douaumont : L'attaque française, favorisée par un temps brumeux... (communiqué allemand du 26 octobre) Et la brume se dissipa. »

### 1916-1918, renforcement

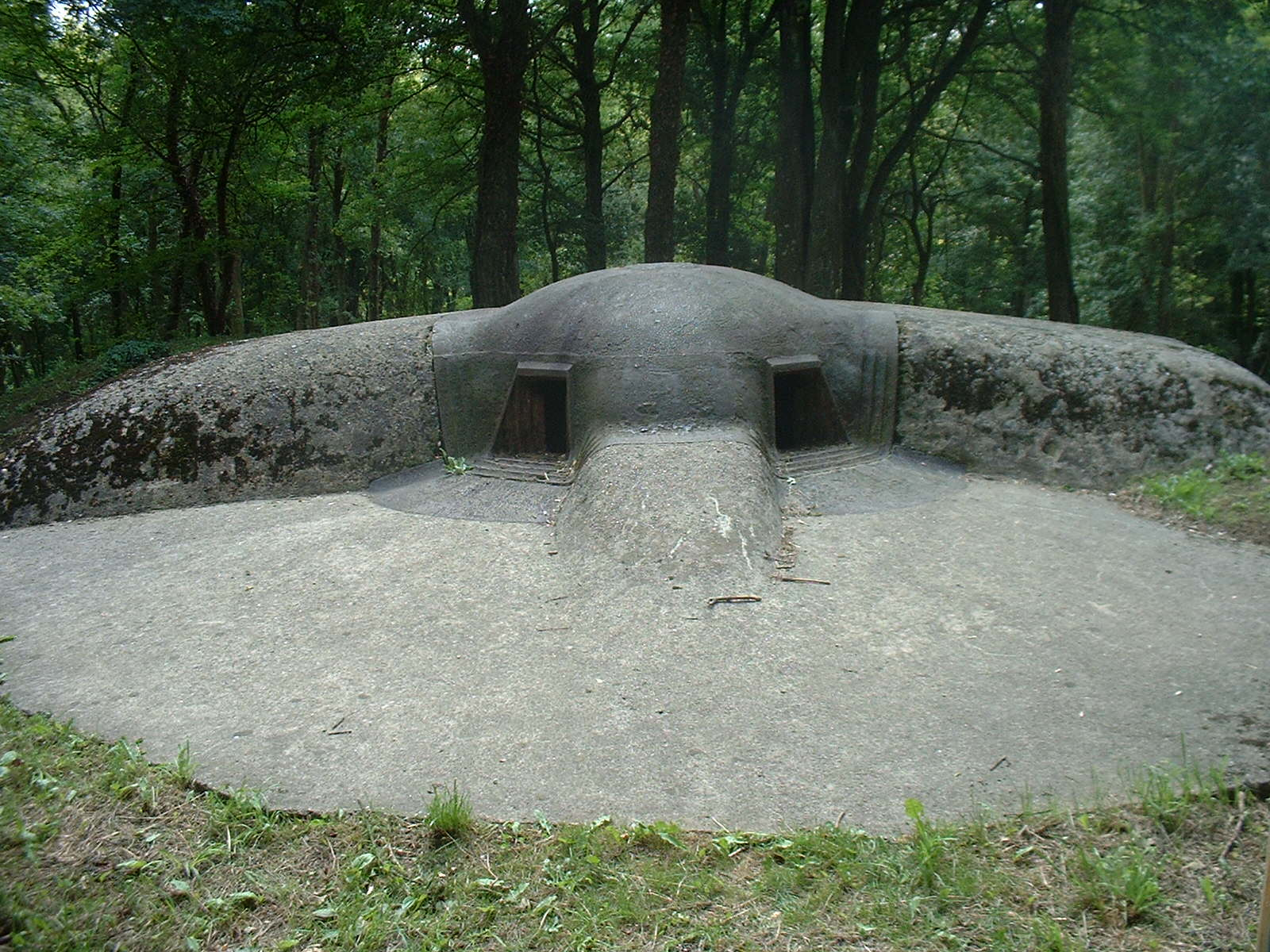
Casemate Pamart à proximité du fort de Souville, construite en 1917 pour protéger une mitrailleuse.

Dès l'année 1916, des travaux de renforcement des défenses de la place sont menés (appelés les « travaux de 17 » car ils se poursuivent en 1917) : il s'agit du creusement de galeries et d'abris souterraines, de l'aménagement de défenses à l'intérieur des forts (chicanes et créneaux de tir), de la construction de petites casemates pour mitrailleuses et de nouvelles entrées en arrière des forts. Les ouvrages et forts reçoivent de nouveau des garnisons, armées de mitrailleuses et de fusils-mitrailleurs. Les casemates de Bourges sont réarmées avec des canons de 75 mm.
Le creusement de nouvelles galeries se fait plus profondément, pour échapper aux effets des obus de gros calibre. 26 forts ou ouvrages de la place de Verdun, y compris de l'enceinte intérieure ainsi que la citadelle, sont ainsi améliorés ; les plus longs réseaux, directement taillés dans la roche et accessibles par des puits, se trouvant aux forts de Moulainville (2 070 mètres de long, connecté à l'abri MD1), du Rozelier (1 480 m) et de Vaux (1 385 m). Les casemates pour mitrailleuses installées sont de petite taille, souvent qualifiées de cloches, du modèle « Pamart » conçu par le capitaine du même nom en septembre 1916. Ce cuirassement discret doit théoriquement résister à un coup de 220 mm au maximum ; 27 sont installées sur les glacis des différents forts, reliés par les galeries souterraines.
En août 1917, une offensive est lancée à Verdun par les Français sur les deux rives pour repousser la ligne de front un peu plus au nord. La place est définitivement dégagée par la réduction du saillant de Saint-Mihiel les 12 et 13 septembre 1918, puis par l'offensive Meuse-Argonne du 26 septembre au 11 novembre par l'American Expeditionary Force.

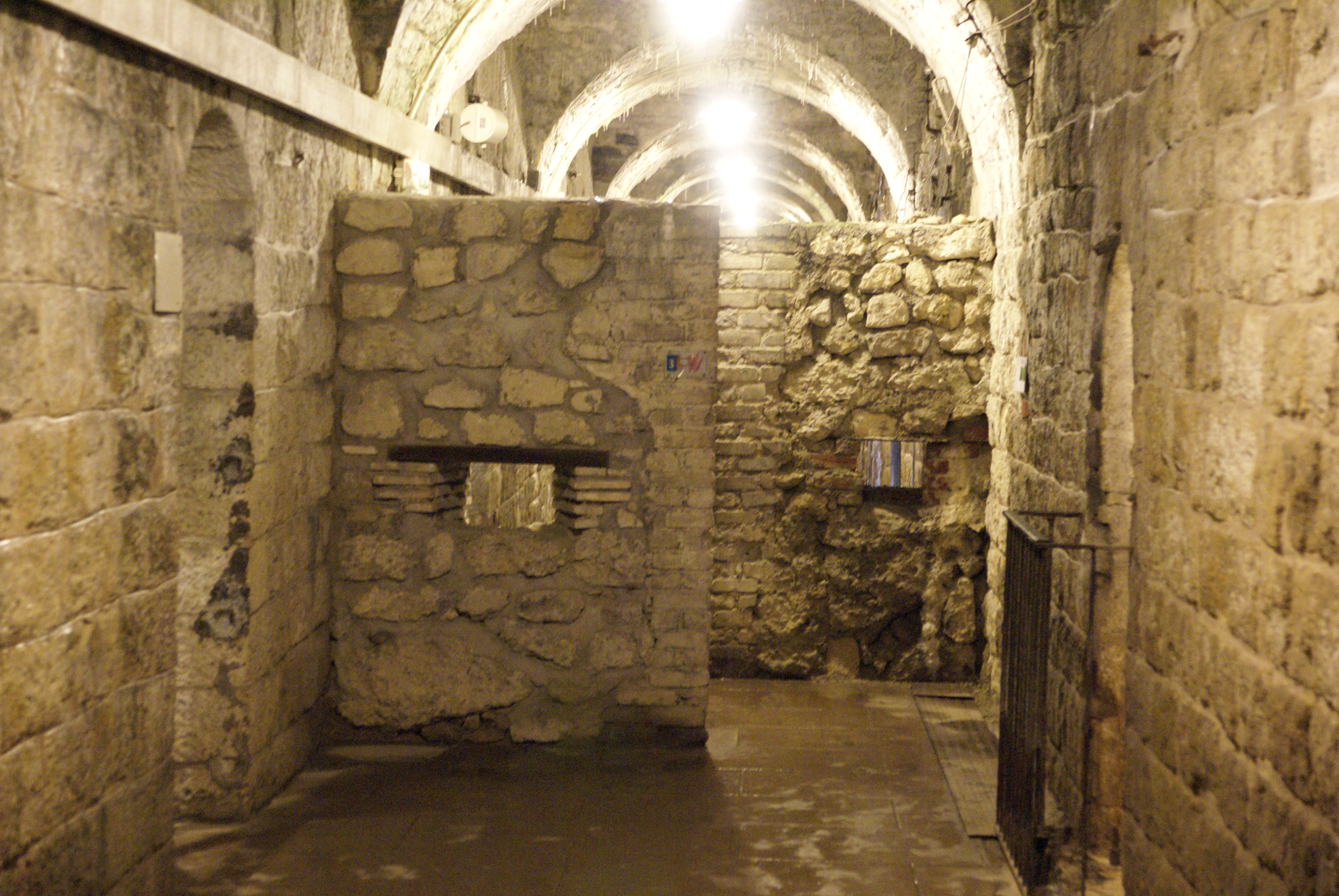
Chicane barrant le couloir de la caserne du fort de Douaumont.
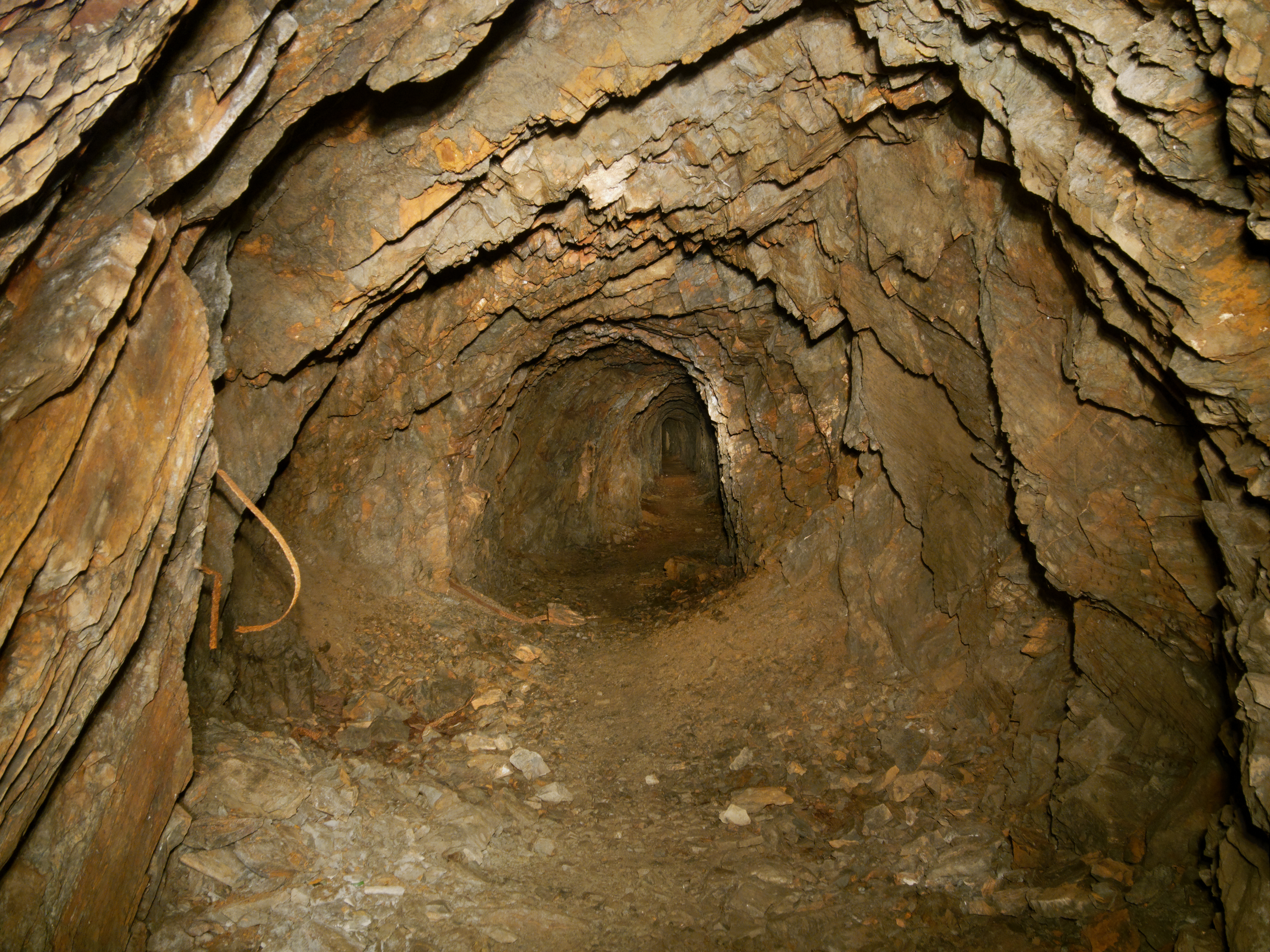
Galerie taillée en plein roc en 1916-1917 (ici au fort du Salbert de la place de Belfort).

## Après 1918

### Entre-deux-guerres
Tous les forts, ouvrages, batteries et abris du nord-est de la place sortent de la Grande Guerre abîmés, voir dans quelques cas totalement pulvérisés (c'est le cas de l'ouvrage de Thiaumont et des batteries). Malgré d'importants dégâts sur la maçonnerie et le béton, les tourelles d'artillerie sont en état de marche (sauf au fort de Vacherauville), tandis que les galeries et cheminements internes sont praticables. En 1921, le général Benoît, commandant le génie à Metz, compare les fortifications construites par les Français à Verdun à celles construites par les Allemands autour de Metz et de Thionville (la Moselstellung). L'âge des fortifications françaises et leur éloignement de la nouvelle frontière franco-allemande entraînent un déclassement partiel en 1926.
Durant les années 1930, sur les fortifications toujours actives, la restauration du béton de certains ouvrages (casemates de Bourges et tourelles) reprend, et certaines galeries creusées en 1917 sous les forts de la ceinture extérieure sont agrandies et bétonnées, dans le but de faire de Verdun une place de seconde ligne derrière la ligne Maginot.
Le fort de Moulainville sert en 1936 de site-test pour une casemate équipée d'un mortier de 50 mm ; de 1937 à 1939, les tourelles du fort de Douaumont sont remises en état. L'artillerie de la place est confiée le 5 mai 1929 au 3e groupe du 163e régiment d'artillerie de position (caserné à la citadelle), qui devient à partir du 30 octobre 1933 le 3e groupe du 151e régiment d'artillerie de position.

### Seconde Guerre mondiale

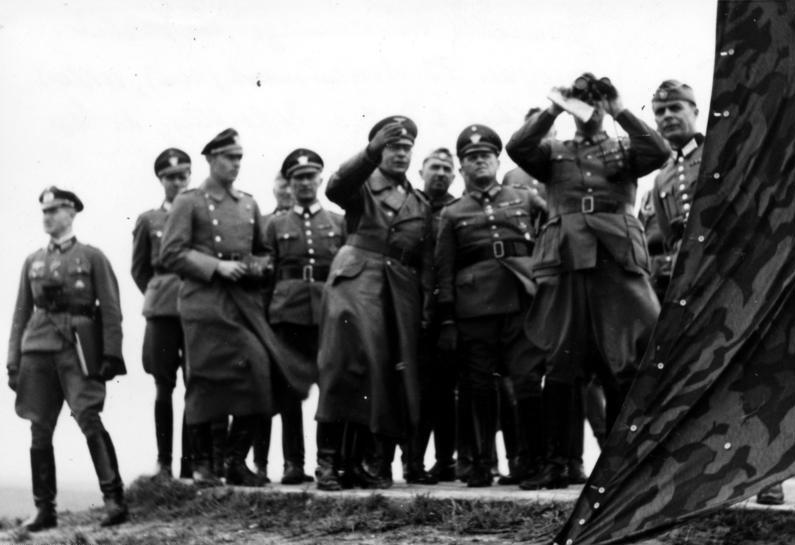
Les généraux allemands Weisenberger et Daluege visitant le champ de bataille, ici sur le fort de Douaumont.

À la mobilisation de fin août 1939, le groupe du 151e RAP forme l'ossature du nouveau 160e RAP, chargé de la défense des forts de Metz (1er groupe) et de Verdun (2e et 3e groupes). Chaque groupe est composé de trois batteries, celles du 2e occupent les forts de la rive droite (casemates de Bourges et tourelles) et disposent de canons de 75 mm modèle 1897 supplémentaires, tandis que celles du 3e se chargent de la rive gauche avec en plus des canons de 155 mm (des courts Saint-Chamond modèle 1915 et des longs de Bange modèle 1877). En janvier 1940, les deux groupes quittent Verdun, laissant la garde des forts de Verdun à la 10e batterie nouvellement créée.
Lors de la campagne de France en 1940, alors que le front français est percé dans les Ardennes (15 mai) puis sur la Somme (5 juin) et l'Aisne (9 juin), les généraux français envisagent le repli vers le sud des 4e et 2e groupes d'armées, positionnées en Champagne, en Lorraine et en Alsace. Du 11 au 12 juin, les unités défendant le secteur fortifié de Montmédy (le secteur de la ligne Maginot au nord de Verdun) décrochent, formant une division de marche (division légère Burtaine), suivi à partir du 12 juin plus à l'est par toutes les autres unités. Ordre est donné de ne pas défendre la ville de Verdun, mais le 13 juin la 3e division d'infanterie coloniale (du 18e corps de la 2e armée) se déploie au nord-ouest, sur la cote 340, le Mort-Homme et Regnéville, avec comme mission d'arrêter les forces allemandes ; celles-ci attaquent le 14 (36e, 76e et 299e divisions). À Verdun, les ponts sont sabotés et les derniers états-majors évacuent, tandis que sur la rive droite la division légère Burtaine bat en retraite (à pied) le plus vite possible vers le sud.
Le 15 juin, les troupes allemandes entrent dans Verdun ; quelques forts sont utilisés pour ralentir la poursuite pendant toute la journée, notamment ceux de Douaumont (la tourelle de 155 mm tire quelques coups à cette occasion), de Dugny et du Rozelier (tenus par des unités des 132e et 155e RIF, en arrière-garde de la division Burtaine).
Lors du reste de la Seconde Guerre mondiale, le champ de bataille de Verdun sert de destination touristique pour les troupes d'occupation allemandes et de décors pour les services de propagande, puis de même pour les troupes américaines. En 1944, ces derniers réalisent des essais d'explosif au fort de Choisel : trois observatoires et les trois tourelles sont détruites.

### Tourisme d'après-guerre
Trois fortifications sont ouverts au public : le fort de Douaumont, le fort de Vaux et l'ouvrage de La Falouse (ce dernier depuis 2010). Les trois ont reçu les aménagements nécessaires, que ce soit sur les dessus (déboisement, gazonnage et chemins) ou à l'intérieur (éclairage, mise en sécurité et fléchage). Seules les galeries de 17 ne se visitent pas pour des raisons de sécurité. Le rôle des deux forts de Douaumont et de Vaux lors de la bataille de 1916 en fait des passages obligés pour les visiteurs venus à Verdun depuis 1918. L'ouvrage de La Falouze, bien qu'en excellent état, est à l'écart des circuits de visite, car il n'a pas participé aux combats de la Grande Guerre, tournant totalement le dos au front distant de plus de 12 km.  
L'ouvrage de Froideterre est aussi une fortification visitable et facile d'accès, mais uniquement pour ses dessus (les dessous sont le domaine des chiroptères). Quant aux restes de l'ouvrage de Thiaumont et à l'abri FT1 (plus connu sous le nom de PC 119), très proches de l'ossuaire de Douaumont, ils montrent la puissance destructrice de l'artillerie lors de ce conflit.

Verdun, destination touristique
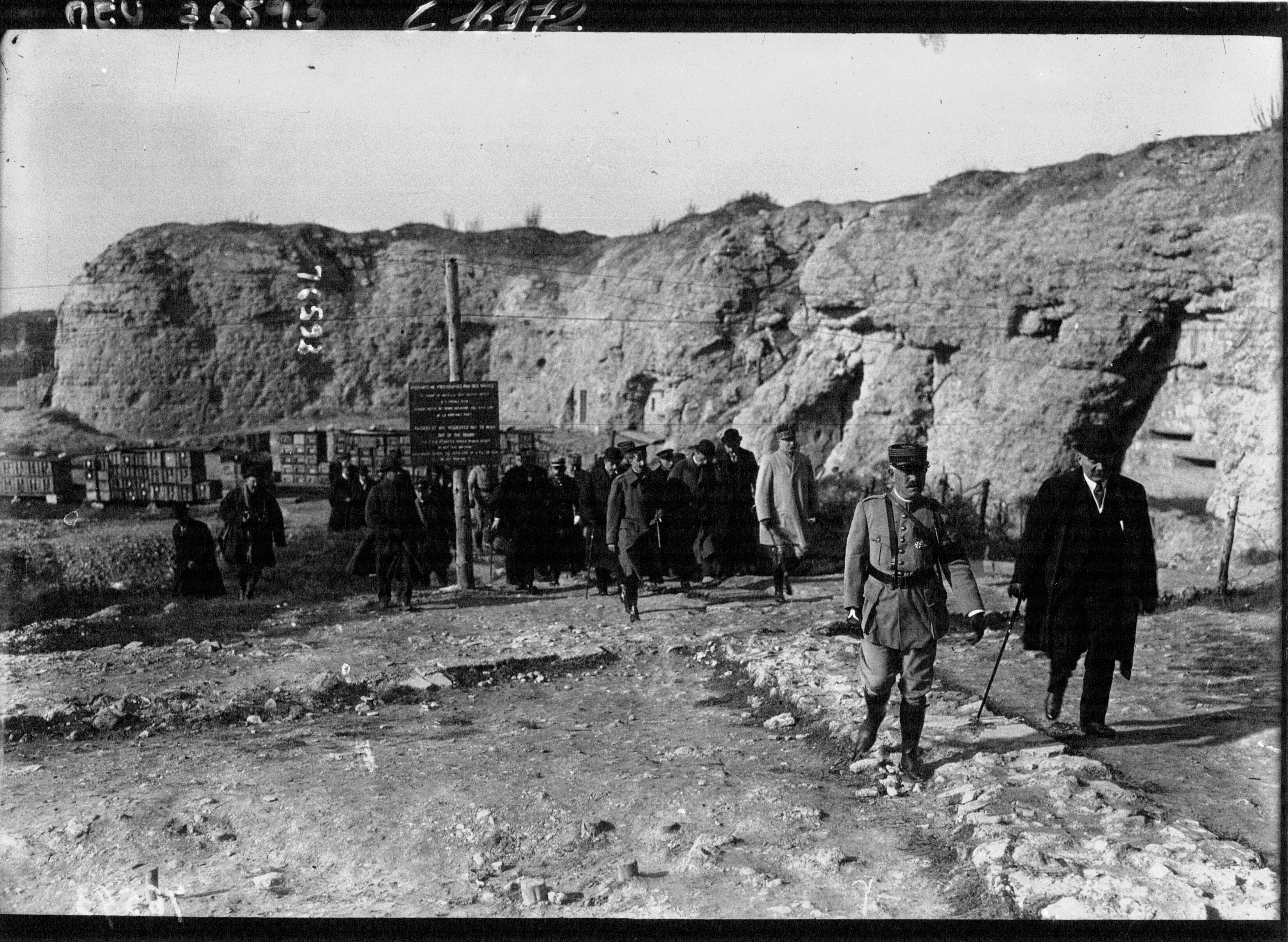
Le roi Alphonse XIII d'Espagne visitant le fort de Douaumont.
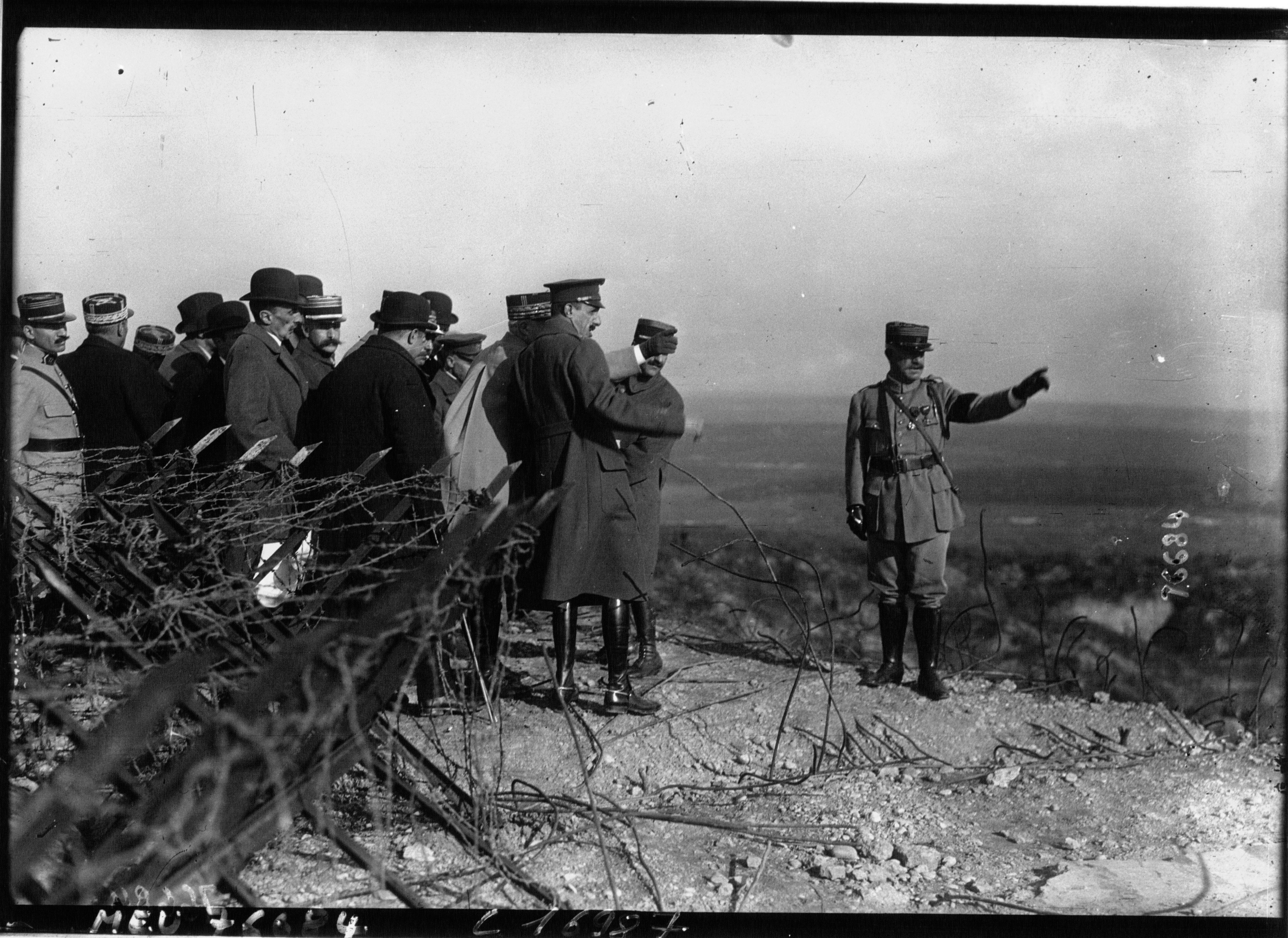
Le roi d'Espagne sur les dessus du fort de Vaux.
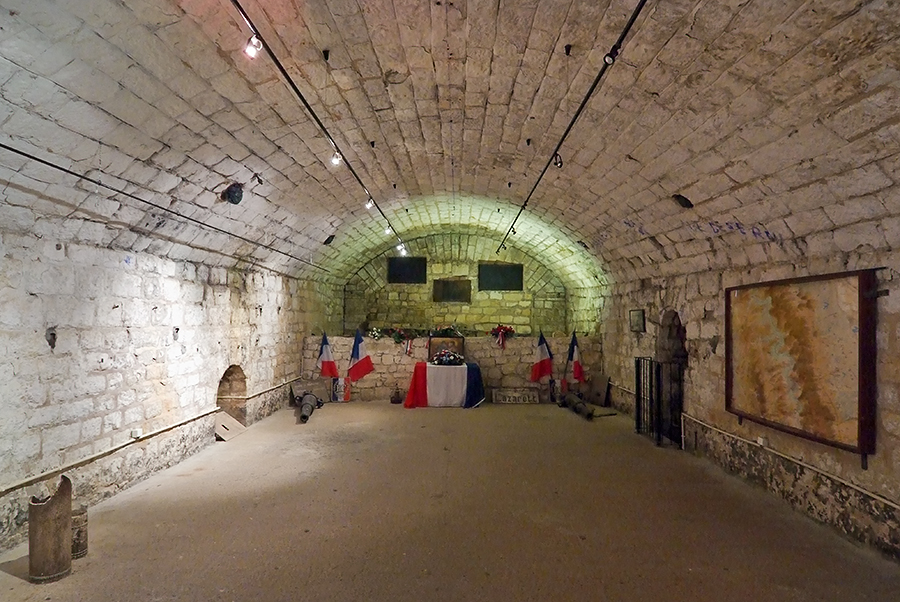
Aménagement d'une des pièces de la caserne de Douaumont pour accueillir les touristes.
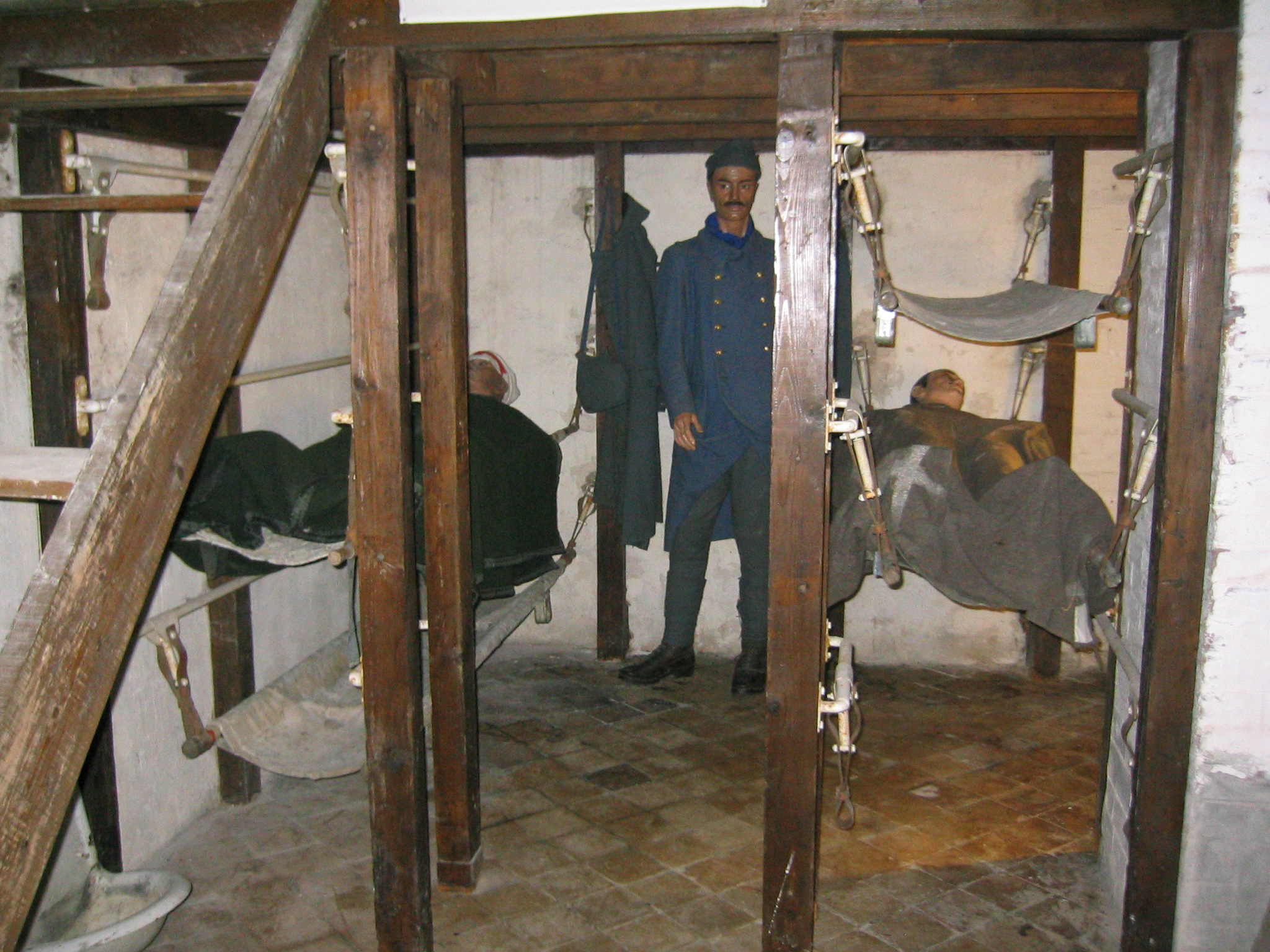
Mise en scène avec des mannequins de l'infirmerie du fort de Vaux.

La visite des autres ouvrages et forts est strictement interdite, d'une part puisqu'ils sont toujours propriété de l'armée française, d'autre part parce qu'étant à l'abandon depuis un demi-siècle, les lieux ne sont pas sécurisés (puits, obscurité, effondrement de voûte, tôles rouillés, barbelés ou ardillons), d'autre part des millions de projectiles non explosés restent enfouis dans le sol autour de Verdun et surtout autour des fortifications.